# Lista över matchresultat i Svenska Hockeyligan 2019/2020
Lista över matchresultat i grundserien av Svenska Hockeyligan 2019/2020. Ligan inleddes den 14 september 2019 och avslutades den 12 mars 2020.   
Senast uppdaterad: 12 mars 2020.

  
| Nr | Lag               | S  | V  | ÖV | ÖF | F  | GM  | IM  | MS  | P   |
| -- | ----------------- | -- | -- | -- | -- | -- | --- | --- | --- | --- |
| 1  | Luleå HF          | 52 | 30 | 6  | 4  | 12 | 151 | 98  | +53 | 106 |
| 2  | Färjestad BK      | 52 | 25 | 6  | 5  | 16 | 173 | 146 | +27 | 92  |
| 3  | Rögle BK          | 52 | 25 | 7  | 3  | 17 | 149 | 123 | +26 | 92  |
| 4  | Skellefteå AIK    | 52 | 27 | 4  | 1  | 20 | 149 | 122 | +27 | 90  |
| 5  | HV71              | 52 | 24 | 6  | 5  | 17 | 158 | 130 | +28 | 89  |
| 6  | Djurgårdens IF    | 52 | 24 | 5  | 6  | 17 | 137 | 135 | +2  | 88  |
| 7  | Frölunda HC (RM)  | 52 | 25 | 4  | 2  | 21 | 154 | 126 | +28 | 85  |
| 8  | Örebro HK         | 52 | 26 | 2  | 3  | 21 | 137 | 133 | +4  | 85  |
| 9  | Malmö Redhawks    | 52 | 21 | 4  | 6  | 21 | 131 | 130 | +1  | 77  |
| 10 | Växjö Lakers      | 52 | 20 | 4  | 2  | 26 | 127 | 143 | −16 | 70  |
| 11 | Linköping HC      | 52 | 14 | 6  | 11 | 21 | 118 | 139 | −21 | 65  |
| 12 | Brynäs IF         | 52 | 13 | 8  | 5  | 26 | 132 | 168 | −36 | 60  |
| 13 | Leksands IF (U)   | 52 | 13 | 2  | 6  | 31 | 115 | 168 | −53 | 49  |
| 14 | IK Oskarshamn (U) | 52 | 10 | 3  | 8  | 31 | 110 | 180 | −70 | 44  |

## Matcher
| \| 2019-09-14 - Frölunda HC–Brynäs IF 2–5 (0-2, 0-3, 2-0) Publik: 12 044 Scandinavium - Skellefteå AIK–IK Oskarshamn 5–4 (0-1, 3-3, 1-0, 1-0) Publik: 5 137 Skellefteå Kraft Arena - Leksands IF–IF Malmö Redhawks 5–2 (1-2, 0-0, 4-0) Publik: 7 650 Tegera Arena - Djurgårdens IF–Linköping HC 4–2 (0-1, 3-1, 1-0) Publik: 7 018 Hovet, Johanneshov - Färjestad BK–Örebro HK 4–6 (2-2, 1-2, 1-2) Publik: 8 250 Löfbergs Arena - Luleå HF–Växjö Lakers HC 3–1 (1-0, 2-0, 0-1) Publik: 6 150 Coop Norrbotten Arena - Rögle BK–HV 71 4–0 (4-0, 0-0, 0-0) Publik: 5 018 Catena Arena 2019-09-17 - HV 71–Frölunda HC 3–2 (1-1, 1-0, 1-1) Publik: 6 532 Kinnarps Arena - Linköping HC–Brynäs IF 4–3 (0-2, 1-0, 2-1, 1-0) Publik: 6 625 Saab Arena - IF Malmö Redhawks–Rögle BK 3–4 (1-2, 0-1, 2-1) Publik: 9 559 Malmö Arena - IK Oskarshamn–Leksands IF 4–1 (0-1, 1-0, 3-0) Publik: 3 275 Be-Ge Hockey Center - Örebro HK–Luleå HF 2–1 (0-0, 1-1, 1-0) Publik: 5 500 Behrn Arena - Skellefteå AIK–Färjestad BK 3–1 (1-0, 2-1, 0-0) Publik: 3 566 Skellefteå Kraft Arena - Växjö Lakers HC–Djurgårdens IF 3–5 (3-3, 0-2, 0-0) Publik: 4 267 Vida Arena 2019-09-19 - Djurgårdens IF–Örebro HK 4–2 (2-1, 0-0, 2-1) Publik: 4 537 Hovet, Johanneshov - Färjestad BK–Växjö Lakers HC 4–2 (0-2, 2-0, 2-0) Publik: 5 467 Löfbergs Arena - Frölunda HC–Linköping HC 4–0 (2-0, 1-0, 1-0) Publik: 8 549 Scandinavium - Luleå HF–HV 71 3–2 (0-2, 1-0, 1-0, 1-0) Publik: 5 818 Coop Norrbotten Arena - Rögle BK–IK Oskarshamn 0–1 (0-0, 0-0, 0-1) Publik: 3 814 Catena Arena - Leksands IF–Skellefteå AIK 3–2 (0-0, 1-2, 2-0) Publik: 4 303 Tegera Arena 2019-09-21 - Brynäs IF–Färjestad BK 1–2 (0-1, 1-0, 0-1) Publik: 7 561 Monitor ERP Arena - HV 71–Leksands IF 2–1 (1-0, 0-0, 0-1, 0-0, 1-0) Publik: 6 327 Kinnarps Arena - Linköping HC–Rögle BK 2–3 (1-2, 0-1, 1-0) Publik: 5 122 Saab Arena - IF Malmö Redhawks–Luleå HF 4–1 (1-0, 2-0, 1-1) Publik: 5 075 Malmö Arena - IK Oskarshamn–Djurgårdens IF 3–2 (0-0, 1-0, 2-2) Publik: 3 275 Be-Ge Hockey Center - Örebro HK–Frölunda HC 3–4 (1-0, 0-1, 2-3) Publik: 5 258 Behrn Arena - Växjö Lakers HC–Skellefteå AIK 1–4 (0-3, 0-0, 1-1) Publik: 4 303 Vida Arena 2019-09-24 - Leksands IF–Brynäs IF 5–1 (3-0, 1-1, 1-0) Publik: 7 008 Tegera Arena 2019-09-26 - Djurgårdens IF–HV 71 2–1 (0-0, 1-0, 0-1, 0-0, 1-0) Publik: 5 994 Hovet, Johanneshov - Färjestad BK–IF Malmö Redhawks 4–3 (0-0, 1-2, 2-1, 1-0) Publik: 6 143 Löfbergs Arena - Luleå HF–Linköping HC 4–1 (3-1, 1-0, 0-0) Publik: 4 315 Coop Norrbotten Arena - Örebro HK–Rögle BK 2–3 (1-1, 1-0, 0-1, 0-0, 0-1) Publik: 4 727 Behrn Arena - Skellefteå AIK–Frölunda HC 1–6 (1-1, 0-2, 0-3) Publik: 4 524 Skellefteå Kraft Arena - Växjö Lakers HC–IK Oskarshamn 3–2 (1-0, 1-1, 1-1) Publik: 4 771 Vida Arena 2019-09-28 - IF Malmö Redhawks–Örebro HK 4–1 (1-0, 2-1, 1-0) Publik: 5 403 Malmö Arena - IK Oskarshamn–Luleå HF 2–4 (1-2, 1-1, 0-1) Publik: 3 086 Be-Ge Hockey Center - Rögle BK–Leksands IF 5–3 (1-2, 2-0, 2-1) Publik: 5 051 Catena Arena - Frölunda HC–Färjestad BK 5–2 (1-1, 2-1, 2-0) Publik: 11 301 Scandinavium - HV 71–Skellefteå AIK 1–3 (0-0, 1-1, 0-2) Publik: 6 109 Kinnarps Arena - Linköping HC–Växjö Lakers HC 3–2 (1-1, 1-0, 1-1) Publik: 5 322 Saab Arena 2019-10-01 - Brynäs IF–Djurgårdens IF 4–3 (2-0, 1-2, 1-1) Publik: 6 029 Monitor ERP Arena - HV 71–Linköping HC 5–0 (2-0, 3-0, 0-0) Publik: 6 218 Kinnarps Arena 2019-10-03 - Djurgårdens IF–Färjestad BK 5–6 (0-1, 3-2, 2-2, 0-0, 0-1) Publik: 6 034 Hovet, Johanneshov - IK Oskarshamn–HV 71 2–3 (0-0, 1-0, 1-2, 0-1) Publik: 3 275 Be-Ge Hockey Center - Örebro HK–Brynäs IF 6–1 (1-0, 1-1, 4-0) Publik: 5 007 Behrn Arena - Rögle BK–Luleå HF 3–2 (0-0, 0-1, 2-1, 1-0) Publik: 4 273 Catena Arena - Skellefteå AIK–Linköping HC 3–1 (0-0, 1-1, 2-0) Publik: 4 036 Skellefteå Kraft Arena - Leksands IF–Frölunda HC 2–4 (1-1, 1-1, 0-2) Publik: 5 485 Tegera Arena - Växjö Lakers HC–IF Malmö Redhawks 1–4 (0-2, 0-0, 1-2) Publik: 4 102 Vida Arena 2019-10-05 - Brynäs IF–HV 71 1–4 (0-3, 0-0, 1-1) Publik: 5 586 Monitor ERP Arena - Färjestad BK–IK Oskarshamn 12–0 (7-0, 3-0, 2-0) Publik: 7 324 Löfbergs Arena - Linköping HC–IF Malmö Redhawks 1–2 (1-1, 0-0, 0-0, 0-0, 0-1) Publik: 5 201 Saab Arena - Leksands IF–Växjö Lakers HC 1–3 (0-1, 0-1, 1-1) Publik: 6 869 Tegera Arena - Frölunda HC–Rögle BK 1–2 (0-0, 1-1, 0-1) Publik: 11 426 Scandinavium - Luleå HF–Djurgårdens IF 1–3 (0-0, 1-3, 0-0) Publik: 5 925 Coop Norrbotten Arena - Örebro HK–Skellefteå AIK 5 - 1 (2-0, 2-1, 1-0) Publik: 5 162 Behrn Arena 2019-10-10 - Färjestad BK–Leksands IF 6 - 4 (1-2, 3-1, 2-1) Publik: 7 687 Löfbergs Arena - IF Malmö Redhawks–Skellefteå AIK 0 - 4 (0-2, 0-1, 0-1) Publik: 5 003 Malmö Arena - IK Oskarshamn–Frölunda HC 1 - 3 (0-1, 1-1, 0-1) Publik: 3 118 Be-Ge Hockey Center - Örebro HK–Växjö Lakers HC 4 - 1 (0-1, 1-0, 3-0) Publik: 5 018 Behrn Arena - Rögle BK–Djurgårdens IF 2 - 1 (1-0, 0-0, 0-1, 1-0) Publik: 5 007 Catena Arena - Luleå HF–Brynäs IF 4 - 0 (1-0, 1-0, 2-0) Publik: 4 356 Coop Norrbotten Arena 2019-10-12 - Djurgårdens IF–IF Malmö Redhawks 4 - 0 (0-0, 2-0, 2-0) Publik: 6 124 Hovet, Johanneshov - Örebro HK–IK Oskarshamn 3 - 2 (0-1, 3-1, 0-0) Publik: 5 500 Behrn Arena - Växjö Lakers HC–Rögle BK 1 - 3 (0-1, 1-0, 0-2) Publik: 5 023 Vida Arena - Frölunda HC–Luleå HF 4 - 1 (2-1, 0-0, 2-0) Publik: 8 944 Scandinavium - HV 71–Färjestad BK 3 - 4 (1-0, 2-1, 0-3) Publik: 7 000 Kinnarps Arena - Skellefteå AIK–Brynäs IF 4 - 1 (2-0, 0-0, 2-1) Publik: 4 636 Skellefteå Kraft Arena - Leksands IF–Linköping HC 2 - 5 (2-3, 0-2, 0-0) Publik: 5 581 Tegera Arena 2019-10-17 - Brynäs IF–IK Oskarshamn 4 - 1 (1-0, 1-1, 2-0) Publik: 5 110 Monitor ERP Arena - Djurgårdens IF–Skellefteå AIK 1 - 3 (1-1, 0-0, 0-2) Publik: 5 646 Hovet, Johanneshov - Frölunda HC–Växjö Lakers HC 6 - 5 (0-1, 3-1, 2-3, 1-0) Publik: 9 207 Scandinavium - Linköping HC–Örebro HK 2 - 5 (1-0, 1-3, 0-2) Publik: 7 922 Saab Arena - Luleå HF–Leksands IF 4 - 3 (1-1, 2-1, 1-1) Publik: 4 780 Coop Norrbotten Arena - IF Malmö Redhawks–HV 71 3 - 4 (0-3, 2-0, 1-0, 0-0, 0-1) Publik: 5 232 Malmö Arena - Färjestad BK–Rögle BK 5 - 3 (3-0, 0-1, 2-2) Publik: 6 121 Löfbergs Arena 2019-10-19 - Färjestad BK–Luleå HF 2 - 3 (0-0, 2-3, 0-0) Publik: 6 432 Löfbergs Arena - Frölunda HC–IF Malmö Redhawks 4 - 1 (1-0, 0-1, 3-0) Publik: 10 227 Scandinavium - Rögle BK–Skellefteå AIK 3 - 0 (1-0, 1-0, 1-0) Publik: 4 897 Catena Arena - Leksands IF–Djurgårdens IF 0 - 4 (0-2, 0-1, 0-1) Publik: 7 650 Tegera Arena - IK Oskarshamn–Linköping HC 3 - 2 (1-2, 2-0, 0-0) Publik: 3 183 Be-Ge Hockey Center - Örebro HK–HV 71 1 - 3 (0-2, 0-0, 1-1) Publik: 5 500 Behrn Arena - Växjö Lakers HC–Brynäs IF 4 - 1 (1-1, 2-0, 1-0) Publik: 4 917 Vida Arena 2019-10-22 - Skellefteå AIK–Luleå HF 2 - 3 (0-1, 1-1, 1-1) Publik: 5 801 Skellefteå Kraft Arena 2019-10-24 - IF Malmö Redhawks–IK Oskarshamn 3 - 1 (0-0, 2-0, 1-1) Publik: 4 335 Malmö Arena - Brynäs IF–Rögle BK 2 - 1 (0-0, 1-1, 0-0, 1-0) Publik: 5 053 Monitor ERP Arena - Djurgårdens IF–Frölunda HC 2 - 3 (0-1, 1-1, 1-0, 0-1) Publik: 6 390 Hovet, Johanneshov - HV 71–Växjö Lakers HC 4 - 1 (1-0, 2-0, 1-1) Publik: 6 389 Kinnarps Arena - Linköping HC–Färjestad BK 3 - 4 (2-0, 0-1, 1-2, 0-1) Publik: 4 878 Saab Arena - Leksands IF–Örebro HK 3 - 5 (1-1, 1-2, 1-2) Publik: 5 402 Tegera Arena 2019-10-26 - Brynäs IF–Leksands IF 3 - 2 (1-1, 1-1, 0-0, 0-0, 1-0) Publik: 7 909 Monitor ERP Arena - Djurgårdens IF–IK Oskarshamn 3 - 2 (1-0, 0-2, 1-0, 1-0) Publik: 6 127 Hovet, Johanneshov - Frölunda HC–Skellefteå AIK 5 - 1 (3-0, 0-1, 2-0) Publik: 10 370 Scandinavium - Färjestad BK–HV 71 3 - 2 (2-1, 0-0, 1-1) Publik: 7 197 Löfbergs Arena - Luleå HF–IF Malmö Redhawks 3 - 0 (2-0, 1-0, 0-0) Publik: 5 571 Coop Norrbotten Arena - Rögle BK–Örebro HK 2 - 3 (1-1, 1-1, 0-1) Publik: 4 850 Catena Arena - Växjö Lakers HC–Linköping HC 6 - 2 (0-2, 4-0, 2-0) Publik: 4 346 Vida Arena 2019-10-29 - Brynäs IF–IF Malmö Redhawks 2 - 5 (1-1, 1-2, 0-2) Publik: 5 556 Monitor ERP Arena - Djurgårdens IF–Rögle BK 1 - 5 (0-1, 1-4, 0-0) Publik: 6 161 Hovet, Johanneshov 2019-10-31 - Växjö Lakers HC–Leksands IF 2 - 4 (1-2, 0-0, 1-2) Publik: 5 326 Vida Arena - Linköping HC–HV 71 5 - 3 (2-1, 1-2, 2-0) Publik: 6 886 Saab Arena - Luleå HF–Rögle BK 4 - 1 (1-0, 2-0, 1-1) Publik: 5 668 Coop Norrbotten Arena - IF Malmö Redhawks–Frölunda HC 3 - 2 (1-0, 2-2, 0-0) Publik: 6 244 Malmö Arena - IK Oskarshamn–Brynäs IF 3 - 2 (0-1, 2-1, 0-0, 1-0) Publik: 3 257 Be-Ge Hockey Center - Örebro HK–Färjestad BK 5 - 2 (1-0, 3-1, 1-1) Publik: 5 500 Behrn Arena - Skellefteå AIK–Djurgårdens IF 4 - 0 (3-0, 1-0, 0-0) Publik: 4 559 Skellefteå Kraft Arena 2019-11-02 - Brynäs IF–Frölunda HC 3 - 1 (1-0, 0-0, 2-1) Publik: 6 154 Monitor ERP Arena - HV 71–IK Oskarshamn 7 - 1 (6-0, 1-0, 0-1) Publik: 6 896 Kinnarps Arena - IF Malmö Redhawks–Leksands IF 1 - 4 (0-0, 1-1, 0-3) Publik: 8 261 Malmö Arena - Rögle BK–Linköping HC 2 - 3 (1-1, 1-1, 0-0, 0-1) Publik: 4 814 Catena Arena - Skellefteå AIK–Örebro HK 1 - 2 (0-1, 1-0, 0-1) Publik: 4 345 Skellefteå Kraft Arena - Färjestad BK–Djurgårdens IF 4 - 1 (1-0, 2-0, 1-1) Publik: 8 250 Löfbergs Arena - Växjö Lakers HC–Luleå HF 3 - 1 (0-0, 2-1, 1-0) Publik: 4 372 Vida Arena 2019-11-14 - Djurgårdens IF–Luleå HF 1 - 3 (1-0, 0-0, 0-3) Publik: 7 442 Hovet, Johanneshov - Färjestad BK–Brynäs IF 2 - 1 (0-0, 1-1, 1-0) Publik: 8 073 Löfbergs Arena - Frölunda HC–Örebro HK 4 - 1 (1-1, 2-0, 1-0) Publik: 10 026 Scandinavium - HV 71–Rögle BK 5 - 0 (2-0, 1-0, 2-0) Publik: 6 380 Kinnarps Arena - Linköping HC–Leksands IF 4 - 1 (0-1, 4-0, 0-0) Publik: 7 423 Saab Arena - Skellefteå AIK–Växjö Lakers HC 1 - 4 (0-2, 1-0, 0-2) Publik: 4 131 Skellefteå Kraft Arena - IF Malmö Redhawks–IK Oskarshamn 4 - 1 (1-0, 2-1, 1-0) Publik: 4 881 Malmö Arena 2019-11-16 - Linköping HC–Djurgårdens IF 4 - 2 (2-1, 1-0, 1-1) Publik: 6 937 Saab Arena - Luleå HF–IK Oskarshamn 3 - 0 (2-0, 0-0, 1-0) Publik: 6 150 Coop Norrbotten Arena - Leksands IF–HV 71 0 - 4 (0-3, 0-0, 0-1) Publik: 7 303 Tegera Arena - Växjö Lakers HC–Färjestad BK 3 - 2 (1-1, 0-0, 1-1, 1-0) Publik: 5 238 Vida Arena - Brynäs IF–Skellefteå AIK 6 - 4 (2-1, 1-1, 3-2) Publik: 6 657 Monitor ERP Arena - Örebro HK–IF Malmö Redhawks 3 - 2 (2-0, 0-1, 1-1) Publik: 5 451 Behrn Arena - Rögle BK–Frölunda HC 2 - 1 (0-0, 0-0, 1-1, 1-0) Publik: 5 051 Catena Arena 2019-11-21 - Rögle BK–Färjestad BK 3 - 4 (1-2, 0-2, 2-0) Publik: 4 684 Catena Arena - Frölunda HC–Leksands IF 7 - 1 (1-0, 2-0, 4-1) Publik: 12 044 Scandinavium - HV 71–Djurgårdens IF 4 - 3 (0-1, 1-1, 2-1, 1-0) Publik: 6 193 Kinnarps Arena - Luleå HF–Brynäs IF 2 - 1 (1-0, 0-1, 0-0, 0-0, 1-0) Publik: 5 055 Coop Norrbotten Arena - IF Malmö Redhawks–Växjö Lakers HC 5 - 3 (0-1, 4-1, 1-1) Publik: 5 052 Malmö Arena - IK Oskarshamn–Skellefteå AIK 2 - 5 (0-2, 1-1, 1-2) Publik: 3 044 Be-Ge Hockey Center - Örebro HK–Linköping HC 2 - 1 (1-1, 1-0, 0-0) Publik: 5 378 Behrn Arena 2019-11-23 - Linköping HC–Frölunda HC 1 - 4 (0-0, 1-1, 0-3) Publik: 7 188 Saab Arena - IF Malmö Redhawks–Brynäs IF 0 - 2 (0-1, 0-1, 0-0) Publik: 6 882 Malmö Arena - IK Oskarshamn–Färjestad BK 3 - 2 (1-0, 1-1, 1-1) Publik: 3 185 Be-Ge Hockey Center - Djurgårdens IF–Växjö Lakers HC 3 - 2 (2-1, 1-1, 0-0) Publik: 6 403 Hovet, Johanneshov - Skellefteå AIK–Rögle BK 5 - 2 (2-0, 1-1, 2-1) Publik: 4 569 Skellefteå Kraft Arena - Leksands IF–Luleå HF 0 - 5 (0-1, 0-2, 0-2) Publik: 5 842 Tegera Arena 2019-11-26 - HV 71–Örebro HK 1 - 4 (1-0, 0-1, 0-3) Publik: 6 404 Kinnarps Arena 2019-11-28 - Brynäs IF–Linköping HC 3 - 1 (1-0, 2-0, 0-1) Publik: 5 310 Monitor ERP Arena - Djurgårdens IF–Leksands IF 2 - 0 (1-0, 0-0, 1-0) Publik: 8 091 Hovet, Johanneshov - Färjestad BK–Skellefteå AIK 4 - 2 (3-0, 1-0, 0-2) Publik: 8 059 Löfbergs Arena - Frölunda HC–IK Oskarshamn 4 - 1 (3-0, 0-0, 1-1) Publik: 9 622 Scandinavium - Luleå HF–Örebro HK 4 - 1 (0-0, 3-1, 1-0) Publik: 4 805 Coop Norrbotten Arena - Rögle BK–IF Malmö Redhawks 4 - 3 (1-1, 2-1, 0-1, 1-0) Publik: 5 007 Catena Arena - Växjö Lakers HC–HV 71 2 - 4 (0-4, 1-0, 1-0) Publik: 5 750 Vida Arena 2019-11-30 - IK Oskarshamn–Växjö Lakers HC 1 - 2 (0-1, 1-0, 0-1) Publik: 3 275 Be-Ge Hockey Center - Skellefteå AIK–IF Malmö Redhawks 4 - 3 (1-0, 1-1, 2-2) Publik: 4 432 Skellefteå Kraft Arena - Leksands IF–Rögle BK 3 - 2 (0-1, 1-1, 2-0) Publik: 5 168 Tegera Arena - Färjestad BK–Frölunda HC 4 - 1 (1-1, 2-0, 1-0) Publik: 8 250 Löfbergs Arena - HV 71–Brynäs IF 3 - 2 (2-1, 0-0, 1-1) Publik: 7 000 Kinnarps Arena - Linköping HC–Luleå HF 1 - 3 (0-0, 0-1, 1-2) Publik: 5 396 Saab Arena - Örebro HK–Djurgårdens IF 2 - 5 (0-2, 1-2, 1-1) Publik: 5 500 Behrn Arena 2019-12-05 - Frölunda HC–Djurgårdens IF 2 - 1 (0-0, 0-1, 2-0) Publik: 10 719 Scandinavium - HV 71–Luleå HF 0 - 4 (0-1, 0-1, 0-2) Publik: 6 194 Kinnarps Arena - Linköping HC–Skellefteå AIK 5 - 3 (1-2, 3-0, 1-1) Publik: 4 608 Saab Arena - IF Malmö Redhawks–Färjestad BK 3 - 4 (0-1, 1-3, 2-0) Publik: 5 704 Malmö Arena - Rögle BK–Brynäs IF 4 - 2 (1-0, 2-1, 1-1) Publik: 4 687 Catena Arena - Leksands IF–IK Oskarshamn 4 - 1 (1-0, 2-1, 1-0) Publik: 5 340 Tegera Arena - Växjö Lakers HC–Örebro HK 2 - 0 (1-0, 1-0, 0-0) Publik: 4 323 Vida Arena 2019-12-07 - Frölunda HC–HV 71 2 - 4 (0-0, 0-4, 2-0) Publik: 12 044 Scandinavium - IK Oskarshamn–Örebro HK 0 - 2 (0-1, 0-0, 0-1) Publik: 2 865 Be-Ge Hockey Center - Skellefteå AIK–Leksands IF 3 - 2 (0-0, 2-1, 1-1) Publik: 4 636 Skellefteå Kraft Arena - Brynäs IF–Växjö Lakers HC 4 - 3 (2-2, 0-1, 1-0, 1-0) Publik: 6 051 Monitor ERP Arena - Luleå HF–Färjestad BK 3 - 4 (1-0, 2-2, 0-2) Publik: 6 150 Coop Norrbotten Arena - IF Malmö Redhawks–Linköping HC 0 - 1 (0-0, 0-0, 0-0, 0-0, 0-1) Publik: 5 213 Malmö Arena 2019-12-17 - Djurgårdens IF–Brynäs IF 6 - 0 (1-0, 4-0, 1-0) Publik: 7 738 Hovet, Johanneshov - HV 71–IF Malmö Redhawks 1 - 4 (0-0, 0-0, 1-4) Publik: 6 281 Kinnarps Arena - Luleå HF–Skellefteå AIK 2 - 3 (0-1, 1-1, 1-0, 0-0, 0-1) Publik: 6 150 Coop Norrbotten Arena - IK Oskarshamn–Rögle BK 1 - 2 (0-1, 1-1, 0-0) Publik: 2 893 Be-Ge Hockey Center - Örebro HK–Leksands IF 4 - 2 (2-0, 0-2, 2-0) Publik: 5 500 Behrn Arena - Växjö Lakers HC–Frölunda HC 4 - 2 (3-1, 1-1, 0-0) Publik: 4 551 Vida Arena 2019-12-19 - Brynäs IF–Örebro HK 2 - 1 (1-0, 1-1, 0-0) Publik: 5 017 Monitor ERP Arena - Frölunda HC–Luleå HF 1 - 0 (0-0, 0-0, 1-0) Publik: 11 074 Scandinavium - Linköping HC–IK Oskarshamn 2 - 3 (1-2, 0-0, 1-1) Publik: 5 402 Saab Arena - IF Malmö Redhawks–Djurgårdens IF 4 - 0 (1-0, 1-0, 2-0) Publik: 5 373 Malmö Arena - Rögle BK–Växjö Lakers HC 1 - 2 (1-2, 0-0, 0-0) Publik: 4 864 Catena Arena - Skellefteå AIK–HV 71 0 - 3 (0-0, 0-2, 0-1) Publik: 4 245 Skellefteå Kraft Arena - Leksands IF–Färjestad BK 3 - 4 (1-2, 2-2, 0-0) Publik: 6 040 Tegera Arena 2019-12-21 - IF Malmö Redhawks–HV 71 1 - 0 (0-0, 0-0, 1-0) Publik: 5 976 Malmö Arena \| 2019-12-26 - Linköping HC–IF Malmö Redhawks 2 - 3 (1-0, 1-2, 0-0, 0-0, 0-1) Publik: 6 541 Saab Arena - Rögle BK–Färjestad BK 1 - 0 (0-0, 0-0, 0-0, 1-0) Publik: 5 051 Catena Arena - HV 71–Leksands IF 3 - 2 (1-1, 0-0, 1-1, 0-0, 1-0) Publik: 7 000 Kinnarps Arena - Brynäs IF–IK Oskarshamn 3 - 4 (1-0, 1-3, 1-0, 0-0, 0-1) Publik: 7 187 Monitor ERP Arena - Skellefteå AIK–Örebro HK 7 - 0 (3-0, 2-0, 2-0) Publik: 5 286 Skellefteå Kraft Arena - Växjö Lakers HC–Djurgårdens IF 5 - 0 (3-0, 1-0, 1-0) Publik: 5 750 Vida Arena - Luleå HF–Frölunda HC 3 - 2 (1-1, 0-0, 2-1) Publik: 6 150 Coop Norrbotten Arena 2019-12-28 - Djurgårdens IF–Skellefteå AIK 3 - 1 (1-1, 1-0, 1-0) Publik: 13 850 Ericsson Globe - Färjestad BK–Luleå HF 2 - 3 (0-1, 2-1, 0-1) Publik: 8 250 Löfbergs Arena - Frölunda HC–Växjö Lakers HC 4 - 0 (0-0, 2-0, 2-0) Publik: 12 044 Scandinavium - IF Malmö Redhawks–Rögle BK 1 - 4 (0-1, 1-1, 0-2) Publik: 12 600 Malmö Arena - Örebro HK–HV 71 2 - 4 (0-2, 1-0, 1-2) Publik: 5 500 Behrn Arena - IK Oskarshamn–Linköping HC 3 - 2 (1-0, 0-2, 1-0, 0-0, 1-0) Publik: 3 275 Be-Ge Hockey Center - Leksands IF–Brynäs IF 4 - 2 (0-1, 2-1, 2-0) Publik: 7 650 Tegera Arena 2019-12-30 - HV 71–Frölunda HC 1 - 2 (0-0, 0-0, 1-2) Publik: 7 000 Kinnarps Arena - Luleå HF–Leksands IF 2 - 0 (0-0, 1-0, 1-0) Publik: 6 018 Coop Norrbotten Arena - Brynäs IF–IF Malmö Redhawks 2 - 3 (1-1, 0-1, 1-1) Publik: 5 559 Monitor ERP Arena - Linköping HC–Örebro HK 1 - 2 (0-1, 0-1, 1-0) Publik: 5 936 Saab Arena - Rögle BK–Djurgårdens IF 3 - 1 (0-1, 1-0, 2-0) Publik: 5 051 Catena Arena - Skellefteå AIK–Färjestad BK 5 - 1 (1-0, 2-0, 2-1) Publik: 4 830 Skellefteå Kraft Arena - Växjö Lakers HC–IK Oskarshamn 3 - 1 (0-0, 1-0, 2-1) Publik: 5 137 Vida Arena 2020-01-02 - Färjestad BK–Linköping HC 3 - 1 (0-1, 0-0, 3-0) Publik: 7 978 Löfbergs Arena 2020-01-04 - Frölunda HC–Rögle BK 1 - 2 (0-1, 0-1, 1-0) Publik: 12 044 Scandinavium - Luleå HF–Linköping HC 3 - 2 (1-0, 1-1, 0-1, 1-0) Publik: 5 723 Coop Norrbotten Arena - Växjö Lakers HC–Brynäs IF 3 - 1 (1-0, 1-0, 1-1) Publik: 5 212 Vida Arena - IF Malmö Redhawks–Örebro HK 2 - 3 (1-1, 0-1, 1-0, 0-1) Publik: 5 450 Malmö Arena - IK Oskarshamn–Djurgårdens IF 2 - 4 (1-3, 0-0, 1-1) Publik: 3 275 Be-Ge Hockey Center - Leksands IF–Skellefteå AIK 0 - 3 (0-0, 0-1, 0-2) Publik: 7 650 Tegera Arena 2020-01-09 - Brynäs IF–Rögle BK 5 - 2 (2-1, 1-0, 2-1) Publik: 4 441 Monitor ERP Arena - Djurgårdens IF–HV 71 5 - 3 (2-1, 1-1, 2-1) Publik: 7 555 Hovet, Johanneshov - Färjestad BK–IF Malmö Redhawks 5 - 1 (1-0, 2-0, 2-1) Publik: 6 092 Löfbergs Arena - IK Oskarshamn–Luleå HF 4 - 2 (0-1, 3-0, 1-1) Publik: 2 936 Be-Ge Hockey Center - Örebro HK–Växjö Lakers HC 2 - 1 (0-0, 1-1, 1-0) Publik: 5 089 Behrn Arena - Skellefteå AIK–Frölunda HC 4 - 2 (0-0, 3-2, 1-0) Publik: 5 801 Skellefteå Kraft Arena - Leksands IF–Linköping HC 3 - 2 (1-0, 0-0, 1-2, 0-0, 1-0) Publik: 4 566 Tegera Arena 2020-01-11 - Färjestad BK–IK Oskarshamn 5 - 1 (3-0, 2-1, 0-0) Publik: 8 123 Löfbergs Arena - HV 71–Skellefteå AIK 2 - 3 (0-0, 1-2, 1-0, 0-0, 0-1) Publik: 6 859 Kinnarps Arena - Linköping HC–Brynäs IF 2 - 3 (0-0, 1-0, 1-2, 0-1) Publik: 7 724 Saab Arena - Rögle BK–Leksands IF 2 - 3 (1-0, 0-1, 1-1, 0-0, 0-1) Publik: 5 051 Catena Arena - Luleå HF–Djurgårdens IF 3 - 2 (2-1, 0-1, 0-0, 1-0) Publik: 6 068 Coop Norrbotten Arena - Örebro HK–Frölunda HC 5 - 3 (2-0, 2-0, 1-3) Publik: 5 500 Behrn Arena - Växjö Lakers HC–IF Malmö Redhawks 0 - 1 (0-0, 0-1, 0-0) Publik: 5 511 Vida Arena 2020-01-16 - Brynäs IF–Färjestad BK 4 - 3 (0-0, 3-0, 0-3, 0-0, 1-0) Publik: 5 875 Monitor ERP Arena - Djurgårdens IF–Linköping HC 3 - 2 (1-0, 2-1, 0-1) Publik: 4 695 Hovet, Johanneshov - IK Oskarshamn–Frölunda HC 5 - 1 (2-0, 1-1, 2-0) Publik: 2 828 Be-Ge Hockey Center - Rögle BK–Luleå HF 4 - 7 (1-2, 2-3, 1-2) Publik: 4 720 Catena Arena - Leksands IF–Örebro HK 0 - 1 (0-1, 0-0, 0-0) Publik: 5 378 Tegera Arena - Växjö Lakers HC–Skellefteå AIK 1 - 2 (0-1, 0-0, 1-1) Publik: 4 180 Vida Arena 2020-01-18 - Djurgårdens IF–IF Malmö Redhawks 2 - 0 (0-0, 2-0, 0-0) Publik: 7 023 Hovet, Johanneshov - Frölunda HC–Färjestad BK 3 - 2 (2-0, 0-2, 1-0) Publik: 12 044 Scandinavium - Linköping HC–Växjö Lakers HC 2 - 3 (1-0, 1-1, 0-1, 0-1) Publik: 5 234 Saab Arena - Luleå HF–HV 71 6 - 3 (3-0, 2-1, 1-2) Publik: 6 067 Coop Norrbotten Arena - Örebro HK–Rögle BK 2 - 5 (0-1, 0-2, 2-2) Publik: 5 438 Behrn Arena - Skellefteå AIK–Brynäs IF 1 - 2 (0-1, 0-0, 1-1) Publik: 5 426 Skellefteå Kraft Arena - IK Oskarshamn–Leksands IF 2 - 3 (1-0, 1-0, 0-3) Publik: 3 275 Be-Ge Hockey Center 2020-01-21 - HV 71–Linköping HC 1 - 4 (0-1, 1-0, 0-3) Publik: 6 459 Kinnarps Arena - Rögle BK–Skellefteå AIK 4 - 0 (1-0, 2-0, 1-0) Publik: 4 458 Catena Arena 2020-01-23 - IK Oskarshamn–IF Malmö Redhawks 1 - 5 (1-1, 0-3, 0-1) Publik: 3 086 Be-Ge Hockey Center - Färjestad BK–Växjö Lakers HC 3 - 4 (2-0, 1-1, 0-2, 0-1) Publik: 7 496 Löfbergs Arena - Frölunda HC–Brynäs IF 8 - 4 (4-2, 2-1, 2-1) Publik: 12 044 Scandinavium - Örebro HK–Luleå HF 3 - 2 (0-2, 0-0, 3-0) Publik: 5 384 Behrn Arena - Leksands IF–Djurgårdens IF 2 - 4 (0-4, 0-0, 2-0) Publik: 5 733 Tegera Arena - Linköping HC–Rögle BK 5 - 1 (1-1, 2-0, 2-0) Publik: 4 727 Saab Arena 2020-01-25 - Frölunda HC–IF Malmö Redhawks 4 - 3 (2-1, 1-2, 1-0) Publik: 12 044 Scandinavium - Linköping HC–Färjestad BK 1 - 0 (0-0, 1-0, 0-0) Publik: 8 149 Saab Arena - Rögle BK–HV 71 1 - 4 (1-0, 0-1, 0-3) Publik: 5 051 Catena Arena - Brynäs IF–Luleå HF 1 - 3 (1-0, 0-1, 0-2) Publik: 7 753 Monitor ERP Arena - Djurgårdens IF–Örebro HK 4 - 1 (1-0, 0-0, 3-1) Publik: 7 331 Hovet, Johanneshov - Skellefteå AIK–IK Oskarshamn 3 - 5 (2-1, 1-1, 0-3) Publik: 4 410 Skellefteå Kraft Arena - Växjö Lakers HC–Leksands IF 5 - 1 (1-1, 3-0, 1-0) Publik: 5 388 Vida Arena 2020-01-28 - HV 71–Färjestad BK 8 - 4 (2-1, 4-1, 2-2) Publik: 6 422 Kinnarps Arena - IF Malmö Redhawks–Brynäs IF 5 - 0 (1-0, 0-0, 4-0) Publik: 5 061 Malmö Arena 2020-01-30 - Djurgårdens IF–Frölunda HC 2 - 1 (0-0, 2-0, 0-1) Publik: 7 035 Hovet, Johanneshov - Färjestad BK–Leksands IF 4 - 3 (1-0, 2-1, 1-2) Publik: 7 687 Löfbergs Arena - Luleå HF–Växjö Lakers HC 5 - 1 (3-0, 2-0, 0-1) Publik: 5 085 Coop Norrbotten Arena - IF Malmö Redhawks–Skellefteå AIK 4 - 1 (1-0, 2-0, 1-1) Publik: 5 186 Malmö Arena - IK Oskarshamn–HV 71 1 - 3 (1-1, 0-0, 0-2) Publik: 3 231 Be-Ge Hockey Center - Örebro HK–Brynäs IF 3 - 6 (2-2, 0-3, 1-1) Publik: 5 443 Behrn Arena 2020-02-01 - IF Malmö Redhawks–Luleå HF 1 - 3 (0-1, 1-1, 0-1) Publik: 12 600 Malmö Arena - Rögle BK–IK Oskarshamn 5 - 3 (0-1, 2-1, 3-1) Publik: 4 900 Catena Arena - Skellefteå AIK–Linköping HC 3 - 2 (0-0, 2-0, 1-2) Publik: 4 735 Skellefteå Kraft Arena - Leksands IF–Frölunda HC 2 - 4 (0-0, 0-3, 2-1) Publik: 7 298 Tegera Arena - Brynäs IF–Djurgårdens IF 0 - 1 (0-0, 0-0, 0-1) Publik: 7 909 Monitor ERP Arena - Färjestad BK–Örebro HK 3 - 1 (1-0, 0-1, 2-0) Publik: 8 250 Löfbergs Arena - HV 71–Växjö Lakers HC 5 - 0 (1-0, 2-0, 2-0) Publik: 7 000 Kinnarps Arena 2020-02-11 - Brynäs IF–HV 71 4 - 3 (1-0, 0-2, 2-1, 0-0, 1-0) Publik: 5 022 Monitor ERP Arena - Djurgårdens IF–Färjestad BK 5 - 4 (0-2, 2-1, 2-1, 0-0, 1-0) Publik: 7 250 Hovet, Johanneshov - Frölunda HC–Linköping HC 1 - 3 (1-1, 0-1, 0-1) Publik: 9 651 Scandinavium - Örebro HK–IK Oskarshamn 4 - 2 (0-1, 3-0, 1-1) Publik: 5 012 Behrn Arena - Skellefteå AIK–Luleå HF 4 - 1 (1-0, 1-0, 2-1) Publik: 5 576 Skellefteå Kraft Arena - Leksands IF–IF Malmö Redhawks 2 - 3 (1-1, 1-0, 0-2) Publik: 5 060 Tegera Arena - Växjö Lakers HC–Rögle BK 0 - 4 (0-1, 0-1, 0-2) Publik: 4 705 Vida Arena 2020-02-13 - Brynäs IF–Luleå HF 5 - 1 (1-0, 1-0, 3-1) Publik: 5 034 Monitor ERP Arena - Djurgårdens IF–Växjö Lakers HC 4 - 1 (1-0, 1-0, 2-1) Publik: 5 693 Hovet, Johanneshov - Frölunda HC–Örebro HK 5 - 3 (2-0, 2-1, 1-2) Publik: 11 305 Scandinavium - HV 71–Rögle BK 3 - 5 (0-1, 2-2, 1-2) Publik: 6 235 Kinnarps Arena - Linköping HC–Leksands IF 2 - 1 (0-1, 2-0, 0-0) Publik: 6 820 Saab Arena - IK Oskarshamn–IF Malmö Redhawks 3 - 4 (0-1, 2-2, 1-0, 0-0, 0-1) Publik: 2 913 Be-Ge Hockey Center 2020-02-14 - Färjestad BK–Skellefteå AIK 0 - 3 (0-2, 0-0, 0-1) Publik: 7 957 Löfbergs Arena 2020-02-15 - IK Oskarshamn–Växjö Lakers HC 3 - 5 (0-2, 1-0, 2-3) Publik: 3 275 Be-Ge Hockey Center - Rögle BK–Frölunda HC 4 - 3 (0-0, 2-0, 2-3) Publik: 5 051 Catena Arena - Leksands IF–Luleå HF 0 - 3 (0-1, 0-1, 0-1) Publik: 6 670 Tegera Arena - Linköping HC–HV 71 2 - 4 (2-1, 0-1, 0-2) Publik: 8 300 Saab Arena - IF Malmö Redhawks–Djurgårdens IF 5 - 1 (1-1, 2-0, 2-0) Publik: 6 234 Malmö Arena - Örebro HK–Skellefteå AIK 2 - 4 (1-0, 0-1, 1-3) Publik: 5 500 Behrn Arena - Färjestad BK–Brynäs IF 5 - 2 (0-0, 1-1, 4-1) Publik: 8 111 Löfbergs Arena 2020-02-18 - Brynäs IF–Linköping HC 2 - 3 (0-0, 1-0, 1-2, 0-1) Publik: 4 495 Monitor ERP Arena - Frölunda HC–IK Oskarshamn 5 - 1 (2-0, 1-0, 2-1) Publik: 3 852 Frölundaborg Isstadion - Luleå HF–IF Malmö Redhawks 4 - 3 (1-0, 1-3, 2-0) Publik: 5 037 Coop Norrbotten Arena - Örebro HK–Färjestad BK 3 - 4 (1-0, 0-1, 2-2, 0-1) Publik: 5 500 Behrn Arena - Skellefteå AIK–Djurgårdens IF 3 - 0 (2-0, 1-0, 0-0) Publik: 4 352 Skellefteå Kraft Arena - Leksands IF–Rögle BK 2 - 5 (1-1, 1-1, 0-3) Publik: 4 070 Tegera Arena - Växjö Lakers HC–HV 71 5 - 1 (2-1, 3-0, 0-0) Publik: 5 521 Vida Arena 2020-02-20 - Djurgårdens IF–Leksands IF 5 - 2 (2-1, 2-1, 1-0) Publik: 7 347 Hovet, Johanneshov - Färjestad BK–Frölunda HC 5 - 2 (1-0, 2-1, 2-1) Publik: 7 879 Löfbergs Arena - HV 71–Örebro HK 3 - 2 (1-0, 0-1, 2-1) Publik: 6 253 Kinnarps Arena - Linköping HC–Luleå HF 3 - 2 (0-0, 1-1, 1-1, 1-0) Publik: 5 363 Saab Arena - IK Oskarshamn–Skellefteå AIK 3 - 4 (0-1, 1-1, 2-1, 0-1) Publik: 2 868 Be-Ge Hockey Center - Rögle BK–Växjö Lakers HC 5 - 1 (2-0, 0-1, 3-0) Publik: 5 010 Catena Arena 2020-02-22 - Brynäs IF–Frölunda HC 4 - 2 (1-1, 2-0, 1-1) Publik: 7 556 Monitor ERP Arena - HV 71–IF Malmö Redhawks 3 - 2 (0-0, 1-0, 2-2) Publik: 7 000 Kinnarps Arena - Luleå HF–Färjestad BK 4 - 1 (1-0, 1-0, 2-1) Publik: 6 056 Coop Norrbotten Arena - Örebro HK–Djurgårdens IF 5 - 2 (2-0, 1-1, 2-1) Publik: 5 500 Behrn Arena - Skellefteå AIK–Rögle BK 4 - 3 (0-0, 2-2, 2-1) Publik: 5 271 Skellefteå Kraft Arena - Leksands IF–IK Oskarshamn 3 - 0 (2-0, 1-0, 0-0) Publik: 5 965 Tegera Arena - Växjö Lakers HC–Linköping HC 2 - 1 (1-0, 1-1, 0-0) Publik: 5 009 Vida Arena 2020-02-25 - Djurgårdens IF–Brynäs IF 3 - 2 (2-1, 0-0, 1-1) Publik: 7 537 Hovet, Johanneshov - Frölunda HC–Leksands IF 2 - 5 (0-1, 1-1, 1-3) Publik: 9 366 Scandinavium - IF Malmö Redhawks–Linköping HC 3 - 4 (1-2, 2-1, 0-0, 0-1) Publik: 4 754 Malmö Arena - IK Oskarshamn–Färjestad BK 3 - 4 (1-2, 1-1, 1-0, 0-1) Publik: 2 874 Be-Ge Hockey Center - Rögle BK–Örebro HK 3 - 0 (0-0, 2-0, 1-0) Publik: 4 801 Catena Arena - Skellefteå AIK–HV 71 2 - 1 (0-0, 2-0, 0-1) Publik: 4 191 Skellefteå Kraft Arena - Växjö Lakers HC–Luleå HF 1 - 3 (0-2, 0-0, 1-1) Publik: 4 112 Vida Arena 2020-02-27 - Brynäs IF–Skellefteå AIK 3 - 5 (3-1, 0-2, 0-2) Publik: 6 189 Monitor ERP Arena - Färjestad BK–Rögle BK 3 - 2 (0-0, 1-1, 2-1) Publik: 7 987 Löfbergs Arena - HV 71–Djurgårdens IF 7 - 1 (1-0, 2-0, 4-1) Publik: 6 393 Kinnarps Arena - Linköping HC–Frölunda HC 1 - 2 (1-0, 0-0, 0-1, 0-0, 0-1) Publik: 5 815 Saab Arena - Luleå HF–IK Oskarshamn 4 - 3 (1-1, 1-1, 1-1, 1-0) Publik: 4 704 Coop Norrbotten Arena - Örebro HK–IF Malmö Redhawks 0 - 2 (0-0, 0-1, 0-1) Publik: 5 245 Behrn Arena - Leksands IF–Växjö Lakers HC 4 - 1 (1-1, 1-0, 2-0) Publik: 5 787 Tegera Arena 2020-02-29 - Luleå HF–Frölunda HC 4 - 1 (2-0, 1-0, 1-1) Publik: 5 915 Coop Norrbotten Arena - Djurgårdens IF–IK Oskarshamn 5 - 4 (2-2, 2-1, 1-1) Publik: 7 702 Hovet, Johanneshov - IF Malmö Redhawks–Färjestad BK 3 - 1 (1-1, 1-0, 1-0) Publik: 7 689 Malmö Arena - HV 71–Brynäs IF 5 - 6 (0-1, 4-2, 1-2, 0-1) Publik: 7 000 Kinnarps Arena - Rögle BK–Linköping HC 3 - 2 (1-0, 1-1, 0-1, 0-0, 1-0) Publik: 5 051 Catena Arena - Skellefteå AIK–Leksands IF 8 - 2 (3-2, 3-0, 2-0) Publik: 5 064 Skellefteå Kraft Arena - Växjö Lakers HC–Örebro HK 4 - 1 (0-1, 2-0, 2-0) Publik: 4 472 Vida Arena 2020-03-03 - Brynäs IF–Växjö Lakers HC 0 - 1 (0-0, 0-1, 0-0) Publik: 5 667 Monitor ERP Arena - Färjestad BK–HV 71 1 - 2 (0-2, 0-0, 1-0) Publik: 7 448 Löfbergs Arena - Frölunda HC–Skellefteå AIK 1 - 0 (1-0, 0-0, 0-0) Publik: 10 433 Scandinavium - Linköping HC–Djurgårdens IF 2 - 3 (0-0, 1-2, 1-0, 0-1) Publik: 6 061 Saab Arena - Luleå HF–Rögle BK 3 - 0 (0-0, 2-0, 1-0) Publik: 5 440 Coop Norrbotten Arena - IF Malmö Redhawks–Leksands IF 3 - 2 (1-2, 0-0, 1-0, 0-0, 1-0) Publik: 5 229 Malmö Arena - IK Oskarshamn–Örebro HK 1 - 2 (0-1, 0-0, 1-0, 0-0, 0-1) Publik: 2 843 Be-Ge Hockey Center 2020-03-05 - Djurgårdens IF–Luleå HF 3 - 2 (0-0, 1-1, 1-1, 1-0) Publik: 6 993 Hovet, Johanneshov - HV 71–IK Oskarshamn 5 - 3 (2-2, 1-1, 2-0) Publik: 6 123 Kinnarps Arena - Örebro HK–Linköping HC 3 - 0 (1-0, 0-0, 2-0) Publik: 5 143 Behrn Arena - Rögle BK–Brynäs IF 6 - 4 (2-1, 3-1, 1-2) Publik: 5 000 Catena Arena - Skellefteå AIK–IF Malmö Redhawks 3 - 0 (0-0, 0-0, 3-0) Publik: 4 501 Skellefteå Kraft Arena - Leksands IF–Färjestad BK 1 - 2 (1-1, 0-0, 0-0, 0-1) Publik: 5 198 Tegera Arena - Växjö Lakers HC–Frölunda HC 3 - 2 (0-0, 2-0, 1-2) Publik: 4 600 Vida Arena 2020-03-07 - Brynäs IF–Leksands IF 5 - 4 (0-1, 2-2, 2-1, 0-0, 1-0) Publik: 7 909 Monitor ERP Arena - Frölunda HC–HV 71 3 - 4 (0-0, 1-1, 2-2, 0-0, 0-1) Publik: 12 044 Scandinavium - Linköping HC–Skellefteå AIK 4 - 3 (2-2, 2-0, 0-1) Publik: 8 067 Saab Arena - IF Malmö Redhawks–Växjö Lakers HC 5 - 4 (2-0, 0-1, 3-3) Publik: 7 170 Malmö Arena - Färjestad BK–Djurgårdens IF 4 - 1 (2-1, 1-0, 1-0) Publik: 8 250 Löfbergs Arena - Luleå HF–Örebro HK 3 - 2 (1-0, 0-1, 1-1, 1-0) Publik: 5 289 Coop Norrbotten Arena - IK Oskarshamn–Rögle BK 1 - 2 (0-1, 1-1, 0-0) Publik: 3 091 Be-Ge Hockey Center 2020-03-10 - Djurgårdens IF–Rögle BK 3 - 2 (2-1, 1-1, 0-0) Publik: 6 470 Hovet, Johanneshov - Färjestad BK–Linköping HC 2 - 4 (1-1, 0-2, 1-1) Publik: 7 423 Löfbergs Arena - HV 71–Luleå HF 2 - 1 (1-0, 0-0, 1-1) Publik: 6 718 Kinnarps Arena - IF Malmö Redhawks–Frölunda HC 0 - 3 (0-1, 0-0, 0-2) Publik: 5 889 Malmö Arena - IK Oskarshamn–Brynäs IF 5 - 4 (1-2, 4-0, 0-2) Publik: 2 966 Be-Ge Hockey Center - Örebro HK–Leksands IF 4 - 0 (1-0, 1-0, 2-0) Publik: 5 414 Behrn Arena - Skellefteå AIK–Växjö Lakers HC 2 - 3 (1-1, 0-1, 1-0, 0-0, 0-1) Publik: 4 070 Skellefteå Kraft Arena 2020-03-12 - Brynäs IF–Örebro HK 1 - 6 (0-1, 0-2, 1-3) Publik: 0 Monitor ERP Arena - Frölunda HC–Djurgårdens IF 3 - 2 (2-0, 0-0, 0-2, 1-0) Publik: 0 Scandinavium - Linköping HC–IK Oskarshamn 3 - 1 (1-0, 0-0, 2-1) Publik: 0 Saab Arena - Luleå HF–Skellefteå AIK 3 - 0 (0-0, 2-0, 1-0) Publik: 0 Coop Norrbotten Arena - Rögle BK–IF Malmö Redhawks 5 - 2 (0-2, 2-0, 3-0) Publik: 0 Catena Arena - Leksands IF–HV 71 5 - 2 (0-1, 3-1, 2-0) Publik: 0 Tegera Arena - Växjö Lakers HC–Färjestad BK 4 - 7 (0-4, 2-2, 2-1) Publik: 0 Vida Arena \| 1. | |
| 2019-09-14 - Frölunda HC–Brynäs IF 2–5 (0-2, 0-3, 2-0) Publik: 12 044 Scandinavium - Skellefteå AIK–IK Oskarshamn 5–4 (0-1, 3-3, 1-0, 1-0) Publik: 5 137 Skellefteå Kraft Arena - Leksands IF–IF Malmö Redhawks 5–2 (1-2, 0-0, 4-0) Publik: 7 650 Tegera Arena - Djurgårdens IF–Linköping HC 4–2 (0-1, 3-1, 1-0) Publik: 7 018 Hovet, Johanneshov - Färjestad BK–Örebro HK 4–6 (2-2, 1-2, 1-2) Publik: 8 250 Löfbergs Arena - Luleå HF–Växjö Lakers HC 3–1 (1-0, 2-0, 0-1) Publik: 6 150 Coop Norrbotten Arena - Rögle BK–HV 71 4–0 (4-0, 0-0, 0-0) Publik: 5 018 Catena Arena 2019-09-17 - HV 71–Frölunda HC 3–2 (1-1, 1-0, 1-1) Publik: 6 532 Kinnarps Arena - Linköping HC–Brynäs IF 4–3 (0-2, 1-0, 2-1, 1-0) Publik: 6 625 Saab Arena - IF Malmö Redhawks–Rögle BK 3–4 (1-2, 0-1, 2-1) Publik: 9 559 Malmö Arena - IK Oskarshamn–Leksands IF 4–1 (0-1, 1-0, 3-0) Publik: 3 275 Be-Ge Hockey Center - Örebro HK–Luleå HF 2–1 (0-0, 1-1, 1-0) Publik: 5 500 Behrn Arena - Skellefteå AIK–Färjestad BK 3–1 (1-0, 2-1, 0-0) Publik: 3 566 Skellefteå Kraft Arena - Växjö Lakers HC–Djurgårdens IF 3–5 (3-3, 0-2, 0-0) Publik: 4 267 Vida Arena 2019-09-19 - Djurgårdens IF–Örebro HK 4–2 (2-1, 0-0, 2-1) Publik: 4 537 Hovet, Johanneshov - Färjestad BK–Växjö Lakers HC 4–2 (0-2, 2-0, 2-0) Publik: 5 467 Löfbergs Arena - Frölunda HC–Linköping HC 4–0 (2-0, 1-0, 1-0) Publik: 8 549 Scandinavium - Luleå HF–HV 71 3–2 (0-2, 1-0, 1-0, 1-0) Publik: 5 818 Coop Norrbotten Arena - Rögle BK–IK Oskarshamn 0–1 (0-0, 0-0, 0-1) Publik: 3 814 Catena Arena - Leksands IF–Skellefteå AIK 3–2 (0-0, 1-2, 2-0) Publik: 4 303 Tegera Arena 2019-09-21 - Brynäs IF–Färjestad BK 1–2 (0-1, 1-0, 0-1) Publik: 7 561 Monitor ERP Arena - HV 71–Leksands IF 2–1 (1-0, 0-0, 0-1, 0-0, 1-0) Publik: 6 327 Kinnarps Arena - Linköping HC–Rögle BK 2–3 (1-2, 0-1, 1-0) Publik: 5 122 Saab Arena - IF Malmö Redhawks–Luleå HF 4–1 (1-0, 2-0, 1-1) Publik: 5 075 Malmö Arena - IK Oskarshamn–Djurgårdens IF 3–2 (0-0, 1-0, 2-2) Publik: 3 275 Be-Ge Hockey Center - Örebro HK–Frölunda HC 3–4 (1-0, 0-1, 2-3) Publik: 5 258 Behrn Arena - Växjö Lakers HC–Skellefteå AIK 1–4 (0-3, 0-0, 1-1) Publik: 4 303 Vida Arena 2019-09-24 - Leksands IF–Brynäs IF 5–1 (3-0, 1-1, 1-0) Publik: 7 008 Tegera Arena 2019-09-26 - Djurgårdens IF–HV 71 2–1 (0-0, 1-0, 0-1, 0-0, 1-0) Publik: 5 994 Hovet, Johanneshov - Färjestad BK–IF Malmö Redhawks 4–3 (0-0, 1-2, 2-1, 1-0) Publik: 6 143 Löfbergs Arena - Luleå HF–Linköping HC 4–1 (3-1, 1-0, 0-0) Publik: 4 315 Coop Norrbotten Arena - Örebro HK–Rögle BK 2–3 (1-1, 1-0, 0-1, 0-0, 0-1) Publik: 4 727 Behrn Arena - Skellefteå AIK–Frölunda HC 1–6 (1-1, 0-2, 0-3) Publik: 4 524 Skellefteå Kraft Arena - Växjö Lakers HC–IK Oskarshamn 3–2 (1-0, 1-1, 1-1) Publik: 4 771 Vida Arena 2019-09-28 - IF Malmö Redhawks–Örebro HK 4–1 (1-0, 2-1, 1-0) Publik: 5 403 Malmö Arena - IK Oskarshamn–Luleå HF 2–4 (1-2, 1-1, 0-1) Publik: 3 086 Be-Ge Hockey Center - Rögle BK–Leksands IF 5–3 (1-2, 2-0, 2-1) Publik: 5 051 Catena Arena - Frölunda HC–Färjestad BK 5–2 (1-1, 2-1, 2-0) Publik: 11 301 Scandinavium - HV 71–Skellefteå AIK 1–3 (0-0, 1-1, 0-2) Publik: 6 109 Kinnarps Arena - Linköping HC–Växjö Lakers HC 3–2 (1-1, 1-0, 1-1) Publik: 5 322 Saab Arena 2019-10-01 - Brynäs IF–Djurgårdens IF 4–3 (2-0, 1-2, 1-1) Publik: 6 029 Monitor ERP Arena - HV 71–Linköping HC 5–0 (2-0, 3-0, 0-0) Publik: 6 218 Kinnarps Arena 2019-10-03 - Djurgårdens IF–Färjestad BK 5–6 (0-1, 3-2, 2-2, 0-0, 0-1) Publik: 6 034 Hovet, Johanneshov - IK Oskarshamn–HV 71 2–3 (0-0, 1-0, 1-2, 0-1) Publik: 3 275 Be-Ge Hockey Center - Örebro HK–Brynäs IF 6–1 (1-0, 1-1, 4-0) Publik: 5 007 Behrn Arena - Rögle BK–Luleå HF 3–2 (0-0, 0-1, 2-1, 1-0) Publik: 4 273 Catena Arena - Skellefteå AIK–Linköping HC 3–1 (0-0, 1-1, 2-0) Publik: 4 036 Skellefteå Kraft Arena - Leksands IF–Frölunda HC 2–4 (1-1, 1-1, 0-2) Publik: 5 485 Tegera Arena - Växjö Lakers HC–IF Malmö Redhawks 1–4 (0-2, 0-0, 1-2) Publik: 4 102 Vida Arena 2019-10-05 - Brynäs IF–HV 71 1–4 (0-3, 0-0, 1-1) Publik: 5 586 Monitor ERP Arena - Färjestad BK–IK Oskarshamn 12–0 (7-0, 3-0, 2-0) Publik: 7 324 Löfbergs Arena - Linköping HC–IF Malmö Redhawks 1–2 (1-1, 0-0, 0-0, 0-0, 0-1) Publik: 5 201 Saab Arena - Leksands IF–Växjö Lakers HC 1–3 (0-1, 0-1, 1-1) Publik: 6 869 Tegera Arena - Frölunda HC–Rögle BK 1–2 (0-0, 1-1, 0-1) Publik: 11 426 Scandinavium - Luleå HF–Djurgårdens IF 1–3 (0-0, 1-3, 0-0) Publik: 5 925 Coop Norrbotten Arena - Örebro HK–Skellefteå AIK 5 - 1 (2-0, 2-1, 1-0) Publik: 5 162 Behrn Arena 2019-10-10 - Färjestad BK–Leksands IF 6 - 4 (1-2, 3-1, 2-1) Publik: 7 687 Löfbergs Arena - IF Malmö Redhawks–Skellefteå AIK 0 - 4 (0-2, 0-1, 0-1) Publik: 5 003 Malmö Arena - IK Oskarshamn–Frölunda HC 1 - 3 (0-1, 1-1, 0-1) Publik: 3 118 Be-Ge Hockey Center - Örebro HK–Växjö Lakers HC 4 - 1 (0-1, 1-0, 3-0) Publik: 5 018 Behrn Arena - Rögle BK–Djurgårdens IF 2 - 1 (1-0, 0-0, 0-1, 1-0) Publik: 5 007 Catena Arena - Luleå HF–Brynäs IF 4 - 0 (1-0, 1-0, 2-0) Publik: 4 356 Coop Norrbotten Arena 2019-10-12 - Djurgårdens IF–IF Malmö Redhawks 4 - 0 (0-0, 2-0, 2-0) Publik: 6 124 Hovet, Johanneshov - Örebro HK–IK Oskarshamn 3 - 2 (0-1, 3-1, 0-0) Publik: 5 500 Behrn Arena - Växjö Lakers HC–Rögle BK 1 - 3 (0-1, 1-0, 0-2) Publik: 5 023 Vida Arena - Frölunda HC–Luleå HF 4 - 1 (2-1, 0-0, 2-0) Publik: 8 944 Scandinavium - HV 71–Färjestad BK 3 - 4 (1-0, 2-1, 0-3) Publik: 7 000 Kinnarps Arena - Skellefteå AIK–Brynäs IF 4 - 1 (2-0, 0-0, 2-1) Publik: 4 636 Skellefteå Kraft Arena - Leksands IF–Linköping HC 2 - 5 (2-3, 0-2, 0-0) Publik: 5 581 Tegera Arena 2019-10-17 - Brynäs IF–IK Oskarshamn 4 - 1 (1-0, 1-1, 2-0) Publik: 5 110 Monitor ERP Arena - Djurgårdens IF–Skellefteå AIK 1 - 3 (1-1, 0-0, 0-2) Publik: 5 646 Hovet, Johanneshov - Frölunda HC–Växjö Lakers HC 6 - 5 (0-1, 3-1, 2-3, 1-0) Publik: 9 207 Scandinavium - Linköping HC–Örebro HK 2 - 5 (1-0, 1-3, 0-2) Publik: 7 922 Saab Arena - Luleå HF–Leksands IF 4 - 3 (1-1, 2-1, 1-1) Publik: 4 780 Coop Norrbotten Arena - IF Malmö Redhawks–HV 71 3 - 4 (0-3, 2-0, 1-0, 0-0, 0-1) Publik: 5 232 Malmö Arena - Färjestad BK–Rögle BK 5 - 3 (3-0, 0-1, 2-2) Publik: 6 121 Löfbergs Arena 2019-10-19 - Färjestad BK–Luleå HF 2 - 3 (0-0, 2-3, 0-0) Publik: 6 432 Löfbergs Arena - Frölunda HC–IF Malmö Redhawks 4 - 1 (1-0, 0-1, 3-0) Publik: 10 227 Scandinavium - Rögle BK–Skellefteå AIK 3 - 0 (1-0, 1-0, 1-0) Publik: 4 897 Catena Arena - Leksands IF–Djurgårdens IF 0 - 4 (0-2, 0-1, 0-1) Publik: 7 650 Tegera Arena - IK Oskarshamn–Linköping HC 3 - 2 (1-2, 2-0, 0-0) Publik: 3 183 Be-Ge Hockey Center - Örebro HK–HV 71 1 - 3 (0-2, 0-0, 1-1) Publik: 5 500 Behrn Arena - Växjö Lakers HC–Brynäs IF 4 - 1 (1-1, 2-0, 1-0) Publik: 4 917 Vida Arena 2019-10-22 - Skellefteå AIK–Luleå HF 2 - 3 (0-1, 1-1, 1-1) Publik: 5 801 Skellefteå Kraft Arena 2019-10-24 - IF Malmö Redhawks–IK Oskarshamn 3 - 1 (0-0, 2-0, 1-1) Publik: 4 335 Malmö Arena - Brynäs IF–Rögle BK 2 - 1 (0-0, 1-1, 0-0, 1-0) Publik: 5 053 Monitor ERP Arena - Djurgårdens IF–Frölunda HC 2 - 3 (0-1, 1-1, 1-0, 0-1) Publik: 6 390 Hovet, Johanneshov - HV 71–Växjö Lakers HC 4 - 1 (1-0, 2-0, 1-1) Publik: 6 389 Kinnarps Arena - Linköping HC–Färjestad BK 3 - 4 (2-0, 0-1, 1-2, 0-1) Publik: 4 878 Saab Arena - Leksands IF–Örebro HK 3 - 5 (1-1, 1-2, 1-2) Publik: 5 402 Tegera Arena 2019-10-26 - Brynäs IF–Leksands IF 3 - 2 (1-1, 1-1, 0-0, 0-0, 1-0) Publik: 7 909 Monitor ERP Arena - Djurgårdens IF–IK Oskarshamn 3 - 2 (1-0, 0-2, 1-0, 1-0) Publik: 6 127 Hovet, Johanneshov - Frölunda HC–Skellefteå AIK 5 - 1 (3-0, 0-1, 2-0) Publik: 10 370 Scandinavium - Färjestad BK–HV 71 3 - 2 (2-1, 0-0, 1-1) Publik: 7 197 Löfbergs Arena - Luleå HF–IF Malmö Redhawks 3 - 0 (2-0, 1-0, 0-0) Publik: 5 571 Coop Norrbotten Arena - Rögle BK–Örebro HK 2 - 3 (1-1, 1-1, 0-1) Publik: 4 850 Catena Arena - Växjö Lakers HC–Linköping HC 6 - 2 (0-2, 4-0, 2-0) Publik: 4 346 Vida Arena 2019-10-29 - Brynäs IF–IF Malmö Redhawks 2 - 5 (1-1, 1-2, 0-2) Publik: 5 556 Monitor ERP Arena - Djurgårdens IF–Rögle BK 1 - 5 (0-1, 1-4, 0-0) Publik: 6 161 Hovet, Johanneshov 2019-10-31 - Växjö Lakers HC–Leksands IF 2 - 4 (1-2, 0-0, 1-2) Publik: 5 326 Vida Arena - Linköping HC–HV 71 5 - 3 (2-1, 1-2, 2-0) Publik: 6 886 Saab Arena - Luleå HF–Rögle BK 4 - 1 (1-0, 2-0, 1-1) Publik: 5 668 Coop Norrbotten Arena - IF Malmö Redhawks–Frölunda HC 3 - 2 (1-0, 2-2, 0-0) Publik: 6 244 Malmö Arena - IK Oskarshamn–Brynäs IF 3 - 2 (0-1, 2-1, 0-0, 1-0) Publik: 3 257 Be-Ge Hockey Center - Örebro HK–Färjestad BK 5 - 2 (1-0, 3-1, 1-1) Publik: 5 500 Behrn Arena - Skellefteå AIK–Djurgårdens IF 4 - 0 (3-0, 1-0, 0-0) Publik: 4 559 Skellefteå Kraft Arena 2019-11-02 - Brynäs IF–Frölunda HC 3 - 1 (1-0, 0-0, 2-1) Publik: 6 154 Monitor ERP Arena - HV 71–IK Oskarshamn 7 - 1 (6-0, 1-0, 0-1) Publik: 6 896 Kinnarps Arena - IF Malmö Redhawks–Leksands IF 1 - 4 (0-0, 1-1, 0-3) Publik: 8 261 Malmö Arena - Rögle BK–Linköping HC 2 - 3 (1-1, 1-1, 0-0, 0-1) Publik: 4 814 Catena Arena - Skellefteå AIK–Örebro HK 1 - 2 (0-1, 1-0, 0-1) Publik: 4 345 Skellefteå Kraft Arena - Färjestad BK–Djurgårdens IF 4 - 1 (1-0, 2-0, 1-1) Publik: 8 250 Löfbergs Arena - Växjö Lakers HC–Luleå HF 3 - 1 (0-0, 2-1, 1-0) Publik: 4 372 Vida Arena 2019-11-14 - Djurgårdens IF–Luleå HF 1 - 3 (1-0, 0-0, 0-3) Publik: 7 442 Hovet, Johanneshov - Färjestad BK–Brynäs IF 2 - 1 (0-0, 1-1, 1-0) Publik: 8 073 Löfbergs Arena - Frölunda HC–Örebro HK 4 - 1 (1-1, 2-0, 1-0) Publik: 10 026 Scandinavium - HV 71–Rögle BK 5 - 0 (2-0, 1-0, 2-0) Publik: 6 380 Kinnarps Arena - Linköping HC–Leksands IF 4 - 1 (0-1, 4-0, 0-0) Publik: 7 423 Saab Arena - Skellefteå AIK–Växjö Lakers HC 1 - 4 (0-2, 1-0, 0-2) Publik: 4 131 Skellefteå Kraft Arena - IF Malmö Redhawks–IK Oskarshamn 4 - 1 (1-0, 2-1, 1-0) Publik: 4 881 Malmö Arena 2019-11-16 - Linköping HC–Djurgårdens IF 4 - 2 (2-1, 1-0, 1-1) Publik: 6 937 Saab Arena - Luleå HF–IK Oskarshamn 3 - 0 (2-0, 0-0, 1-0) Publik: 6 150 Coop Norrbotten Arena - Leksands IF–HV 71 0 - 4 (0-3, 0-0, 0-1) Publik: 7 303 Tegera Arena - Växjö Lakers HC–Färjestad BK 3 - 2 (1-1, 0-0, 1-1, 1-0) Publik: 5 238 Vida Arena - Brynäs IF–Skellefteå AIK 6 - 4 (2-1, 1-1, 3-2) Publik: 6 657 Monitor ERP Arena - Örebro HK–IF Malmö Redhawks 3 - 2 (2-0, 0-1, 1-1) Publik: 5 451 Behrn Arena - Rögle BK–Frölunda HC 2 - 1 (0-0, 0-0, 1-1, 1-0) Publik: 5 051 Catena Arena 2019-11-21 - Rögle BK–Färjestad BK 3 - 4 (1-2, 0-2, 2-0) Publik: 4 684 Catena Arena - Frölunda HC–Leksands IF 7 - 1 (1-0, 2-0, 4-1) Publik: 12 044 Scandinavium - HV 71–Djurgårdens IF 4 - 3 (0-1, 1-1, 2-1, 1-0) Publik: 6 193 Kinnarps Arena - Luleå HF–Brynäs IF 2 - 1 (1-0, 0-1, 0-0, 0-0, 1-0) Publik: 5 055 Coop Norrbotten Arena - IF Malmö Redhawks–Växjö Lakers HC 5 - 3 (0-1, 4-1, 1-1) Publik: 5 052 Malmö Arena - IK Oskarshamn–Skellefteå AIK 2 - 5 (0-2, 1-1, 1-2) Publik: 3 044 Be-Ge Hockey Center - Örebro HK–Linköping HC 2 - 1 (1-1, 1-0, 0-0) Publik: 5 378 Behrn Arena 2019-11-23 - Linköping HC–Frölunda HC 1 - 4 (0-0, 1-1, 0-3) Publik: 7 188 Saab Arena - IF Malmö Redhawks–Brynäs IF 0 - 2 (0-1, 0-1, 0-0) Publik: 6 882 Malmö Arena - IK Oskarshamn–Färjestad BK 3 - 2 (1-0, 1-1, 1-1) Publik: 3 185 Be-Ge Hockey Center - Djurgårdens IF–Växjö Lakers HC 3 - 2 (2-1, 1-1, 0-0) Publik: 6 403 Hovet, Johanneshov - Skellefteå AIK–Rögle BK 5 - 2 (2-0, 1-1, 2-1) Publik: 4 569 Skellefteå Kraft Arena - Leksands IF–Luleå HF 0 - 5 (0-1, 0-2, 0-2) Publik: 5 842 Tegera Arena 2019-11-26 - HV 71–Örebro HK 1 - 4 (1-0, 0-1, 0-3) Publik: 6 404 Kinnarps Arena 2019-11-28 - Brynäs IF–Linköping HC 3 - 1 (1-0, 2-0, 0-1) Publik: 5 310 Monitor ERP Arena - Djurgårdens IF–Leksands IF 2 - 0 (1-0, 0-0, 1-0) Publik: 8 091 Hovet, Johanneshov - Färjestad BK–Skellefteå AIK 4 - 2 (3-0, 1-0, 0-2) Publik: 8 059 Löfbergs Arena - Frölunda HC–IK Oskarshamn 4 - 1 (3-0, 0-0, 1-1) Publik: 9 622 Scandinavium - Luleå HF–Örebro HK 4 - 1 (0-0, 3-1, 1-0) Publik: 4 805 Coop Norrbotten Arena - Rögle BK–IF Malmö Redhawks 4 - 3 (1-1, 2-1, 0-1, 1-0) Publik: 5 007 Catena Arena - Växjö Lakers HC–HV 71 2 - 4 (0-4, 1-0, 1-0) Publik: 5 750 Vida Arena 2019-11-30 - IK Oskarshamn–Växjö Lakers HC 1 - 2 (0-1, 1-0, 0-1) Publik: 3 275 Be-Ge Hockey Center - Skellefteå AIK–IF Malmö Redhawks 4 - 3 (1-0, 1-1, 2-2) Publik: 4 432 Skellefteå Kraft Arena - Leksands IF–Rögle BK 3 - 2 (0-1, 1-1, 2-0) Publik: 5 168 Tegera Arena - Färjestad BK–Frölunda HC 4 - 1 (1-1, 2-0, 1-0) Publik: 8 250 Löfbergs Arena - HV 71–Brynäs IF 3 - 2 (2-1, 0-0, 1-1) Publik: 7 000 Kinnarps Arena - Linköping HC–Luleå HF 1 - 3 (0-0, 0-1, 1-2) Publik: 5 396 Saab Arena - Örebro HK–Djurgårdens IF 2 - 5 (0-2, 1-2, 1-1) Publik: 5 500 Behrn Arena 2019-12-05 - Frölunda HC–Djurgårdens IF 2 - 1 (0-0, 0-1, 2-0) Publik: 10 719 Scandinavium - HV 71–Luleå HF 0 - 4 (0-1, 0-1, 0-2) Publik: 6 194 Kinnarps Arena - Linköping HC–Skellefteå AIK 5 - 3 (1-2, 3-0, 1-1) Publik: 4 608 Saab Arena - IF Malmö Redhawks–Färjestad BK 3 - 4 (0-1, 1-3, 2-0) Publik: 5 704 Malmö Arena - Rögle BK–Brynäs IF 4 - 2 (1-0, 2-1, 1-1) Publik: 4 687 Catena Arena - Leksands IF–IK Oskarshamn 4 - 1 (1-0, 2-1, 1-0) Publik: 5 340 Tegera Arena - Växjö Lakers HC–Örebro HK 2 - 0 (1-0, 1-0, 0-0) Publik: 4 323 Vida Arena 2019-12-07 - Frölunda HC–HV 71 2 - 4 (0-0, 0-4, 2-0) Publik: 12 044 Scandinavium - IK Oskarshamn–Örebro HK 0 - 2 (0-1, 0-0, 0-1) Publik: 2 865 Be-Ge Hockey Center - Skellefteå AIK–Leksands IF 3 - 2 (0-0, 2-1, 1-1) Publik: 4 636 Skellefteå Kraft Arena - Brynäs IF–Växjö Lakers HC 4 - 3 (2-2, 0-1, 1-0, 1-0) Publik: 6 051 Monitor ERP Arena - Luleå HF–Färjestad BK 3 - 4 (1-0, 2-2, 0-2) Publik: 6 150 Coop Norrbotten Arena - IF Malmö Redhawks–Linköping HC 0 - 1 (0-0, 0-0, 0-0, 0-0, 0-1) Publik: 5 213 Malmö Arena 2019-12-17 - Djurgårdens IF–Brynäs IF 6 - 0 (1-0, 4-0, 1-0) Publik: 7 738 Hovet, Johanneshov - HV 71–IF Malmö Redhawks 1 - 4 (0-0, 0-0, 1-4) Publik: 6 281 Kinnarps Arena - Luleå HF–Skellefteå AIK 2 - 3 (0-1, 1-1, 1-0, 0-0, 0-1) Publik: 6 150 Coop Norrbotten Arena - IK Oskarshamn–Rögle BK 1 - 2 (0-1, 1-1, 0-0) Publik: 2 893 Be-Ge Hockey Center - Örebro HK–Leksands IF 4 - 2 (2-0, 0-2, 2-0) Publik: 5 500 Behrn Arena - Växjö Lakers HC–Frölunda HC 4 - 2 (3-1, 1-1, 0-0) Publik: 4 551 Vida Arena 2019-12-19 - Brynäs IF–Örebro HK 2 - 1 (1-0, 1-1, 0-0) Publik: 5 017 Monitor ERP Arena - Frölunda HC–Luleå HF 1 - 0 (0-0, 0-0, 1-0) Publik: 11 074 Scandinavium - Linköping HC–IK Oskarshamn 2 - 3 (1-2, 0-0, 1-1) Publik: 5 402 Saab Arena - IF Malmö Redhawks–Djurgårdens IF 4 - 0 (1-0, 1-0, 2-0) Publik: 5 373 Malmö Arena - Rögle BK–Växjö Lakers HC 1 - 2 (1-2, 0-0, 0-0) Publik: 4 864 Catena Arena - Skellefteå AIK–HV 71 0 - 3 (0-0, 0-2, 0-1) Publik: 4 245 Skellefteå Kraft Arena - Leksands IF–Färjestad BK 3 - 4 (1-2, 2-2, 0-0) Publik: 6 040 Tegera Arena 2019-12-21 - IF Malmö Redhawks–HV 71 1 - 0 (0-0, 0-0, 1-0) Publik: 5 976 Malmö Arena | 2019-12-26 - Linköping HC–IF Malmö Redhawks 2 - 3 (1-0, 1-2, 0-0, 0-0, 0-1) Publik: 6 541 Saab Arena - Rögle BK–Färjestad BK 1 - 0 (0-0, 0-0, 0-0, 1-0) Publik: 5 051 Catena Arena - HV 71–Leksands IF 3 - 2 (1-1, 0-0, 1-1, 0-0, 1-0) Publik: 7 000 Kinnarps Arena - Brynäs IF–IK Oskarshamn 3 - 4 (1-0, 1-3, 1-0, 0-0, 0-1) Publik: 7 187 Monitor ERP Arena - Skellefteå AIK–Örebro HK 7 - 0 (3-0, 2-0, 2-0) Publik: 5 286 Skellefteå Kraft Arena - Växjö Lakers HC–Djurgårdens IF 5 - 0 (3-0, 1-0, 1-0) Publik: 5 750 Vida Arena - Luleå HF–Frölunda HC 3 - 2 (1-1, 0-0, 2-1) Publik: 6 150 Coop Norrbotten Arena 2019-12-28 - Djurgårdens IF–Skellefteå AIK 3 - 1 (1-1, 1-0, 1-0) Publik: 13 850 Ericsson Globe - Färjestad BK–Luleå HF 2 - 3 (0-1, 2-1, 0-1) Publik: 8 250 Löfbergs Arena - Frölunda HC–Växjö Lakers HC 4 - 0 (0-0, 2-0, 2-0) Publik: 12 044 Scandinavium - IF Malmö Redhawks–Rögle BK 1 - 4 (0-1, 1-1, 0-2) Publik: 12 600 Malmö Arena - Örebro HK–HV 71 2 - 4 (0-2, 1-0, 1-2) Publik: 5 500 Behrn Arena - IK Oskarshamn–Linköping HC 3 - 2 (1-0, 0-2, 1-0, 0-0, 1-0) Publik: 3 275 Be-Ge Hockey Center - Leksands IF–Brynäs IF 4 - 2 (0-1, 2-1, 2-0) Publik: 7 650 Tegera Arena 2019-12-30 - HV 71–Frölunda HC 1 - 2 (0-0, 0-0, 1-2) Publik: 7 000 Kinnarps Arena - Luleå HF–Leksands IF 2 - 0 (0-0, 1-0, 1-0) Publik: 6 018 Coop Norrbotten Arena - Brynäs IF–IF Malmö Redhawks 2 - 3 (1-1, 0-1, 1-1) Publik: 5 559 Monitor ERP Arena - Linköping HC–Örebro HK 1 - 2 (0-1, 0-1, 1-0) Publik: 5 936 Saab Arena - Rögle BK–Djurgårdens IF 3 - 1 (0-1, 1-0, 2-0) Publik: 5 051 Catena Arena - Skellefteå AIK–Färjestad BK 5 - 1 (1-0, 2-0, 2-1) Publik: 4 830 Skellefteå Kraft Arena - Växjö Lakers HC–IK Oskarshamn 3 - 1 (0-0, 1-0, 2-1) Publik: 5 137 Vida Arena 2020-01-02 - Färjestad BK–Linköping HC 3 - 1 (0-1, 0-0, 3-0) Publik: 7 978 Löfbergs Arena 2020-01-04 - Frölunda HC–Rögle BK 1 - 2 (0-1, 0-1, 1-0) Publik: 12 044 Scandinavium - Luleå HF–Linköping HC 3 - 2 (1-0, 1-1, 0-1, 1-0) Publik: 5 723 Coop Norrbotten Arena - Växjö Lakers HC–Brynäs IF 3 - 1 (1-0, 1-0, 1-1) Publik: 5 212 Vida Arena - IF Malmö Redhawks–Örebro HK 2 - 3 (1-1, 0-1, 1-0, 0-1) Publik: 5 450 Malmö Arena - IK Oskarshamn–Djurgårdens IF 2 - 4 (1-3, 0-0, 1-1) Publik: 3 275 Be-Ge Hockey Center - Leksands IF–Skellefteå AIK 0 - 3 (0-0, 0-1, 0-2) Publik: 7 650 Tegera Arena 2020-01-09 - Brynäs IF–Rögle BK 5 - 2 (2-1, 1-0, 2-1) Publik: 4 441 Monitor ERP Arena - Djurgårdens IF–HV 71 5 - 3 (2-1, 1-1, 2-1) Publik: 7 555 Hovet, Johanneshov - Färjestad BK–IF Malmö Redhawks 5 - 1 (1-0, 2-0, 2-1) Publik: 6 092 Löfbergs Arena - IK Oskarshamn–Luleå HF 4 - 2 (0-1, 3-0, 1-1) Publik: 2 936 Be-Ge Hockey Center - Örebro HK–Växjö Lakers HC 2 - 1 (0-0, 1-1, 1-0) Publik: 5 089 Behrn Arena - Skellefteå AIK–Frölunda HC 4 - 2 (0-0, 3-2, 1-0) Publik: 5 801 Skellefteå Kraft Arena - Leksands IF–Linköping HC 3 - 2 (1-0, 0-0, 1-2, 0-0, 1-0) Publik: 4 566 Tegera Arena 2020-01-11 - Färjestad BK–IK Oskarshamn 5 - 1 (3-0, 2-1, 0-0) Publik: 8 123 Löfbergs Arena - HV 71–Skellefteå AIK 2 - 3 (0-0, 1-2, 1-0, 0-0, 0-1) Publik: 6 859 Kinnarps Arena - Linköping HC–Brynäs IF 2 - 3 (0-0, 1-0, 1-2, 0-1) Publik: 7 724 Saab Arena - Rögle BK–Leksands IF 2 - 3 (1-0, 0-1, 1-1, 0-0, 0-1) Publik: 5 051 Catena Arena - Luleå HF–Djurgårdens IF 3 - 2 (2-1, 0-1, 0-0, 1-0) Publik: 6 068 Coop Norrbotten Arena - Örebro HK–Frölunda HC 5 - 3 (2-0, 2-0, 1-3) Publik: 5 500 Behrn Arena - Växjö Lakers HC–IF Malmö Redhawks 0 - 1 (0-0, 0-1, 0-0) Publik: 5 511 Vida Arena 2020-01-16 - Brynäs IF–Färjestad BK 4 - 3 (0-0, 3-0, 0-3, 0-0, 1-0) Publik: 5 875 Monitor ERP Arena - Djurgårdens IF–Linköping HC 3 - 2 (1-0, 2-1, 0-1) Publik: 4 695 Hovet, Johanneshov - IK Oskarshamn–Frölunda HC 5 - 1 (2-0, 1-1, 2-0) Publik: 2 828 Be-Ge Hockey Center - Rögle BK–Luleå HF 4 - 7 (1-2, 2-3, 1-2) Publik: 4 720 Catena Arena - Leksands IF–Örebro HK 0 - 1 (0-1, 0-0, 0-0) Publik: 5 378 Tegera Arena - Växjö Lakers HC–Skellefteå AIK 1 - 2 (0-1, 0-0, 1-1) Publik: 4 180 Vida Arena 2020-01-18 - Djurgårdens IF–IF Malmö Redhawks 2 - 0 (0-0, 2-0, 0-0) Publik: 7 023 Hovet, Johanneshov - Frölunda HC–Färjestad BK 3 - 2 (2-0, 0-2, 1-0) Publik: 12 044 Scandinavium - Linköping HC–Växjö Lakers HC 2 - 3 (1-0, 1-1, 0-1, 0-1) Publik: 5 234 Saab Arena - Luleå HF–HV 71 6 - 3 (3-0, 2-1, 1-2) Publik: 6 067 Coop Norrbotten Arena - Örebro HK–Rögle BK 2 - 5 (0-1, 0-2, 2-2) Publik: 5 438 Behrn Arena - Skellefteå AIK–Brynäs IF 1 - 2 (0-1, 0-0, 1-1) Publik: 5 426 Skellefteå Kraft Arena - IK Oskarshamn–Leksands IF 2 - 3 (1-0, 1-0, 0-3) Publik: 3 275 Be-Ge Hockey Center 2020-01-21 - HV 71–Linköping HC 1 - 4 (0-1, 1-0, 0-3) Publik: 6 459 Kinnarps Arena - Rögle BK–Skellefteå AIK 4 - 0 (1-0, 2-0, 1-0) Publik: 4 458 Catena Arena 2020-01-23 - IK Oskarshamn–IF Malmö Redhawks 1 - 5 (1-1, 0-3, 0-1) Publik: 3 086 Be-Ge Hockey Center - Färjestad BK–Växjö Lakers HC 3 - 4 (2-0, 1-1, 0-2, 0-1) Publik: 7 496 Löfbergs Arena - Frölunda HC–Brynäs IF 8 - 4 (4-2, 2-1, 2-1) Publik: 12 044 Scandinavium - Örebro HK–Luleå HF 3 - 2 (0-2, 0-0, 3-0) Publik: 5 384 Behrn Arena - Leksands IF–Djurgårdens IF 2 - 4 (0-4, 0-0, 2-0) Publik: 5 733 Tegera Arena - Linköping HC–Rögle BK 5 - 1 (1-1, 2-0, 2-0) Publik: 4 727 Saab Arena 2020-01-25 - Frölunda HC–IF Malmö Redhawks 4 - 3 (2-1, 1-2, 1-0) Publik: 12 044 Scandinavium - Linköping HC–Färjestad BK 1 - 0 (0-0, 1-0, 0-0) Publik: 8 149 Saab Arena - Rögle BK–HV 71 1 - 4 (1-0, 0-1, 0-3) Publik: 5 051 Catena Arena - Brynäs IF–Luleå HF 1 - 3 (1-0, 0-1, 0-2) Publik: 7 753 Monitor ERP Arena - Djurgårdens IF–Örebro HK 4 - 1 (1-0, 0-0, 3-1) Publik: 7 331 Hovet, Johanneshov - Skellefteå AIK–IK Oskarshamn 3 - 5 (2-1, 1-1, 0-3) Publik: 4 410 Skellefteå Kraft Arena - Växjö Lakers HC–Leksands IF 5 - 1 (1-1, 3-0, 1-0) Publik: 5 388 Vida Arena 2020-01-28 - HV 71–Färjestad BK 8 - 4 (2-1, 4-1, 2-2) Publik: 6 422 Kinnarps Arena - IF Malmö Redhawks–Brynäs IF 5 - 0 (1-0, 0-0, 4-0) Publik: 5 061 Malmö Arena 2020-01-30 - Djurgårdens IF–Frölunda HC 2 - 1 (0-0, 2-0, 0-1) Publik: 7 035 Hovet, Johanneshov - Färjestad BK–Leksands IF 4 - 3 (1-0, 2-1, 1-2) Publik: 7 687 Löfbergs Arena - Luleå HF–Växjö Lakers HC 5 - 1 (3-0, 2-0, 0-1) Publik: 5 085 Coop Norrbotten Arena - IF Malmö Redhawks–Skellefteå AIK 4 - 1 (1-0, 2-0, 1-1) Publik: 5 186 Malmö Arena - IK Oskarshamn–HV 71 1 - 3 (1-1, 0-0, 0-2) Publik: 3 231 Be-Ge Hockey Center - Örebro HK–Brynäs IF 3 - 6 (2-2, 0-3, 1-1) Publik: 5 443 Behrn Arena 2020-02-01 - IF Malmö Redhawks–Luleå HF 1 - 3 (0-1, 1-1, 0-1) Publik: 12 600 Malmö Arena - Rögle BK–IK Oskarshamn 5 - 3 (0-1, 2-1, 3-1) Publik: 4 900 Catena Arena - Skellefteå AIK–Linköping HC 3 - 2 (0-0, 2-0, 1-2) Publik: 4 735 Skellefteå Kraft Arena - Leksands IF–Frölunda HC 2 - 4 (0-0, 0-3, 2-1) Publik: 7 298 Tegera Arena - Brynäs IF–Djurgårdens IF 0 - 1 (0-0, 0-0, 0-1) Publik: 7 909 Monitor ERP Arena - Färjestad BK–Örebro HK 3 - 1 (1-0, 0-1, 2-0) Publik: 8 250 Löfbergs Arena - HV 71–Växjö Lakers HC 5 - 0 (1-0, 2-0, 2-0) Publik: 7 000 Kinnarps Arena 2020-02-11 - Brynäs IF–HV 71 4 - 3 (1-0, 0-2, 2-1, 0-0, 1-0) Publik: 5 022 Monitor ERP Arena - Djurgårdens IF–Färjestad BK 5 - 4 (0-2, 2-1, 2-1, 0-0, 1-0) Publik: 7 250 Hovet, Johanneshov - Frölunda HC–Linköping HC 1 - 3 (1-1, 0-1, 0-1) Publik: 9 651 Scandinavium - Örebro HK–IK Oskarshamn 4 - 2 (0-1, 3-0, 1-1) Publik: 5 012 Behrn Arena - Skellefteå AIK–Luleå HF 4 - 1 (1-0, 1-0, 2-1) Publik: 5 576 Skellefteå Kraft Arena - Leksands IF–IF Malmö Redhawks 2 - 3 (1-1, 1-0, 0-2) Publik: 5 060 Tegera Arena - Växjö Lakers HC–Rögle BK 0 - 4 (0-1, 0-1, 0-2) Publik: 4 705 Vida Arena 2020-02-13 - Brynäs IF–Luleå HF 5 - 1 (1-0, 1-0, 3-1) Publik: 5 034 Monitor ERP Arena - Djurgårdens IF–Växjö Lakers HC 4 - 1 (1-0, 1-0, 2-1) Publik: 5 693 Hovet, Johanneshov - Frölunda HC–Örebro HK 5 - 3 (2-0, 2-1, 1-2) Publik: 11 305 Scandinavium - HV 71–Rögle BK 3 - 5 (0-1, 2-2, 1-2) Publik: 6 235 Kinnarps Arena - Linköping HC–Leksands IF 2 - 1 (0-1, 2-0, 0-0) Publik: 6 820 Saab Arena - IK Oskarshamn–IF Malmö Redhawks 3 - 4 (0-1, 2-2, 1-0, 0-0, 0-1) Publik: 2 913 Be-Ge Hockey Center 2020-02-14 - Färjestad BK–Skellefteå AIK 0 - 3 (0-2, 0-0, 0-1) Publik: 7 957 Löfbergs Arena 2020-02-15 - IK Oskarshamn–Växjö Lakers HC 3 - 5 (0-2, 1-0, 2-3) Publik: 3 275 Be-Ge Hockey Center - Rögle BK–Frölunda HC 4 - 3 (0-0, 2-0, 2-3) Publik: 5 051 Catena Arena - Leksands IF–Luleå HF 0 - 3 (0-1, 0-1, 0-1) Publik: 6 670 Tegera Arena - Linköping HC–HV 71 2 - 4 (2-1, 0-1, 0-2) Publik: 8 300 Saab Arena - IF Malmö Redhawks–Djurgårdens IF 5 - 1 (1-1, 2-0, 2-0) Publik: 6 234 Malmö Arena - Örebro HK–Skellefteå AIK 2 - 4 (1-0, 0-1, 1-3) Publik: 5 500 Behrn Arena - Färjestad BK–Brynäs IF 5 - 2 (0-0, 1-1, 4-1) Publik: 8 111 Löfbergs Arena 2020-02-18 - Brynäs IF–Linköping HC 2 - 3 (0-0, 1-0, 1-2, 0-1) Publik: 4 495 Monitor ERP Arena - Frölunda HC–IK Oskarshamn 5 - 1 (2-0, 1-0, 2-1) Publik: 3 852 Frölundaborg Isstadion - Luleå HF–IF Malmö Redhawks 4 - 3 (1-0, 1-3, 2-0) Publik: 5 037 Coop Norrbotten Arena - Örebro HK–Färjestad BK 3 - 4 (1-0, 0-1, 2-2, 0-1) Publik: 5 500 Behrn Arena - Skellefteå AIK–Djurgårdens IF 3 - 0 (2-0, 1-0, 0-0) Publik: 4 352 Skellefteå Kraft Arena - Leksands IF–Rögle BK 2 - 5 (1-1, 1-1, 0-3) Publik: 4 070 Tegera Arena - Växjö Lakers HC–HV 71 5 - 1 (2-1, 3-0, 0-0) Publik: 5 521 Vida Arena 2020-02-20 - Djurgårdens IF–Leksands IF 5 - 2 (2-1, 2-1, 1-0) Publik: 7 347 Hovet, Johanneshov - Färjestad BK–Frölunda HC 5 - 2 (1-0, 2-1, 2-1) Publik: 7 879 Löfbergs Arena - HV 71–Örebro HK 3 - 2 (1-0, 0-1, 2-1) Publik: 6 253 Kinnarps Arena - Linköping HC–Luleå HF 3 - 2 (0-0, 1-1, 1-1, 1-0) Publik: 5 363 Saab Arena - IK Oskarshamn–Skellefteå AIK 3 - 4 (0-1, 1-1, 2-1, 0-1) Publik: 2 868 Be-Ge Hockey Center - Rögle BK–Växjö Lakers HC 5 - 1 (2-0, 0-1, 3-0) Publik: 5 010 Catena Arena 2020-02-22 - Brynäs IF–Frölunda HC 4 - 2 (1-1, 2-0, 1-1) Publik: 7 556 Monitor ERP Arena - HV 71–IF Malmö Redhawks 3 - 2 (0-0, 1-0, 2-2) Publik: 7 000 Kinnarps Arena - Luleå HF–Färjestad BK 4 - 1 (1-0, 1-0, 2-1) Publik: 6 056 Coop Norrbotten Arena - Örebro HK–Djurgårdens IF 5 - 2 (2-0, 1-1, 2-1) Publik: 5 500 Behrn Arena - Skellefteå AIK–Rögle BK 4 - 3 (0-0, 2-2, 2-1) Publik: 5 271 Skellefteå Kraft Arena - Leksands IF–IK Oskarshamn 3 - 0 (2-0, 1-0, 0-0) Publik: 5 965 Tegera Arena - Växjö Lakers HC–Linköping HC 2 - 1 (1-0, 1-1, 0-0) Publik: 5 009 Vida Arena 2020-02-25 - Djurgårdens IF–Brynäs IF 3 - 2 (2-1, 0-0, 1-1) Publik: 7 537 Hovet, Johanneshov - Frölunda HC–Leksands IF 2 - 5 (0-1, 1-1, 1-3) Publik: 9 366 Scandinavium - IF Malmö Redhawks–Linköping HC 3 - 4 (1-2, 2-1, 0-0, 0-1) Publik: 4 754 Malmö Arena - IK Oskarshamn–Färjestad BK 3 - 4 (1-2, 1-1, 1-0, 0-1) Publik: 2 874 Be-Ge Hockey Center - Rögle BK–Örebro HK 3 - 0 (0-0, 2-0, 1-0) Publik: 4 801 Catena Arena - Skellefteå AIK–HV 71 2 - 1 (0-0, 2-0, 0-1) Publik: 4 191 Skellefteå Kraft Arena - Växjö Lakers HC–Luleå HF 1 - 3 (0-2, 0-0, 1-1) Publik: 4 112 Vida Arena 2020-02-27 - Brynäs IF–Skellefteå AIK 3 - 5 (3-1, 0-2, 0-2) Publik: 6 189 Monitor ERP Arena - Färjestad BK–Rögle BK 3 - 2 (0-0, 1-1, 2-1) Publik: 7 987 Löfbergs Arena - HV 71–Djurgårdens IF 7 - 1 (1-0, 2-0, 4-1) Publik: 6 393 Kinnarps Arena - Linköping HC–Frölunda HC 1 - 2 (1-0, 0-0, 0-1, 0-0, 0-1) Publik: 5 815 Saab Arena - Luleå HF–IK Oskarshamn 4 - 3 (1-1, 1-1, 1-1, 1-0) Publik: 4 704 Coop Norrbotten Arena - Örebro HK–IF Malmö Redhawks 0 - 2 (0-0, 0-1, 0-1) Publik: 5 245 Behrn Arena - Leksands IF–Växjö Lakers HC 4 - 1 (1-1, 1-0, 2-0) Publik: 5 787 Tegera Arena 2020-02-29 - Luleå HF–Frölunda HC 4 - 1 (2-0, 1-0, 1-1) Publik: 5 915 Coop Norrbotten Arena - Djurgårdens IF–IK Oskarshamn 5 - 4 (2-2, 2-1, 1-1) Publik: 7 702 Hovet, Johanneshov - IF Malmö Redhawks–Färjestad BK 3 - 1 (1-1, 1-0, 1-0) Publik: 7 689 Malmö Arena - HV 71–Brynäs IF 5 - 6 (0-1, 4-2, 1-2, 0-1) Publik: 7 000 Kinnarps Arena - Rögle BK–Linköping HC 3 - 2 (1-0, 1-1, 0-1, 0-0, 1-0) Publik: 5 051 Catena Arena - Skellefteå AIK–Leksands IF 8 - 2 (3-2, 3-0, 2-0) Publik: 5 064 Skellefteå Kraft Arena - Växjö Lakers HC–Örebro HK 4 - 1 (0-1, 2-0, 2-0) Publik: 4 472 Vida Arena 2020-03-03 - Brynäs IF–Växjö Lakers HC 0 - 1 (0-0, 0-1, 0-0) Publik: 5 667 Monitor ERP Arena - Färjestad BK–HV 71 1 - 2 (0-2, 0-0, 1-0) Publik: 7 448 Löfbergs Arena - Frölunda HC–Skellefteå AIK 1 - 0 (1-0, 0-0, 0-0) Publik: 10 433 Scandinavium - Linköping HC–Djurgårdens IF 2 - 3 (0-0, 1-2, 1-0, 0-1) Publik: 6 061 Saab Arena - Luleå HF–Rögle BK 3 - 0 (0-0, 2-0, 1-0) Publik: 5 440 Coop Norrbotten Arena - IF Malmö Redhawks–Leksands IF 3 - 2 (1-2, 0-0, 1-0, 0-0, 1-0) Publik: 5 229 Malmö Arena - IK Oskarshamn–Örebro HK 1 - 2 (0-1, 0-0, 1-0, 0-0, 0-1) Publik: 2 843 Be-Ge Hockey Center 2020-03-05 - Djurgårdens IF–Luleå HF 3 - 2 (0-0, 1-1, 1-1, 1-0) Publik: 6 993 Hovet, Johanneshov - HV 71–IK Oskarshamn 5 - 3 (2-2, 1-1, 2-0) Publik: 6 123 Kinnarps Arena - Örebro HK–Linköping HC 3 - 0 (1-0, 0-0, 2-0) Publik: 5 143 Behrn Arena - Rögle BK–Brynäs IF 6 - 4 (2-1, 3-1, 1-2) Publik: 5 000 Catena Arena - Skellefteå AIK–IF Malmö Redhawks 3 - 0 (0-0, 0-0, 3-0) Publik: 4 501 Skellefteå Kraft Arena - Leksands IF–Färjestad BK 1 - 2 (1-1, 0-0, 0-0, 0-1) Publik: 5 198 Tegera Arena - Växjö Lakers HC–Frölunda HC 3 - 2 (0-0, 2-0, 1-2) Publik: 4 600 Vida Arena 2020-03-07 - Brynäs IF–Leksands IF 5 - 4 (0-1, 2-2, 2-1, 0-0, 1-0) Publik: 7 909 Monitor ERP Arena - Frölunda HC–HV 71 3 - 4 (0-0, 1-1, 2-2, 0-0, 0-1) Publik: 12 044 Scandinavium - Linköping HC–Skellefteå AIK 4 - 3 (2-2, 2-0, 0-1) Publik: 8 067 Saab Arena - IF Malmö Redhawks–Växjö Lakers HC 5 - 4 (2-0, 0-1, 3-3) Publik: 7 170 Malmö Arena - Färjestad BK–Djurgårdens IF 4 - 1 (2-1, 1-0, 1-0) Publik: 8 250 Löfbergs Arena - Luleå HF–Örebro HK 3 - 2 (1-0, 0-1, 1-1, 1-0) Publik: 5 289 Coop Norrbotten Arena - IK Oskarshamn–Rögle BK 1 - 2 (0-1, 1-1, 0-0) Publik: 3 091 Be-Ge Hockey Center 2020-03-10 - Djurgårdens IF–Rögle BK 3 - 2 (2-1, 1-1, 0-0) Publik: 6 470 Hovet, Johanneshov - Färjestad BK–Linköping HC 2 - 4 (1-1, 0-2, 1-1) Publik: 7 423 Löfbergs Arena - HV 71–Luleå HF 2 - 1 (1-0, 0-0, 1-1) Publik: 6 718 Kinnarps Arena - IF Malmö Redhawks–Frölunda HC 0 - 3 (0-1, 0-0, 0-2) Publik: 5 889 Malmö Arena - IK Oskarshamn–Brynäs IF 5 - 4 (1-2, 4-0, 0-2) Publik: 2 966 Be-Ge Hockey Center - Örebro HK–Leksands IF 4 - 0 (1-0, 1-0, 2-0) Publik: 5 414 Behrn Arena - Skellefteå AIK–Växjö Lakers HC 2 - 3 (1-1, 0-1, 1-0, 0-0, 0-1) Publik: 4 070 Skellefteå Kraft Arena 2020-03-12 - Brynäs IF–Örebro HK 1 - 6 (0-1, 0-2, 1-3) Publik: 0 Monitor ERP Arena - Frölunda HC–Djurgårdens IF 3 - 2 (2-0, 0-0, 0-2, 1-0) Publik: 0 Scandinavium - Linköping HC–IK Oskarshamn 3 - 1 (1-0, 0-0, 2-1) Publik: 0 Saab Arena - Luleå HF–Skellefteå AIK 3 - 0 (0-0, 2-0, 1-0) Publik: 0 Coop Norrbotten Arena - Rögle BK–IF Malmö Redhawks 5 - 2 (0-2, 2-0, 3-0) Publik: 0 Catena Arena - Leksands IF–HV 71 5 - 2 (0-1, 3-1, 2-0) Publik: 0 Tegera Arena - Växjö Lakers HC–Färjestad BK 4 - 7 (0-4, 2-2, 2-1) Publik: 0 Vida Arena |